# 2区 (パリ)

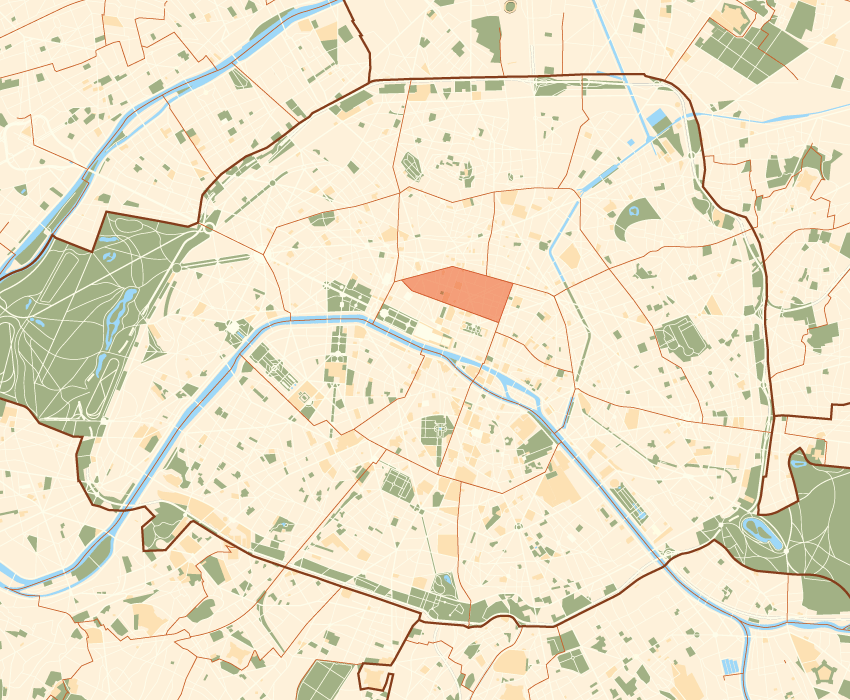
パリ・2区の位置

パリの2区  (2く、仏: 2e arrondissement de Paris) は、フランスの首都・パリ市を構成する20の行政区のひとつである 。第2区、パリ2区ともいう。市の中央部に位置しており、1区の北にある。

## 概要

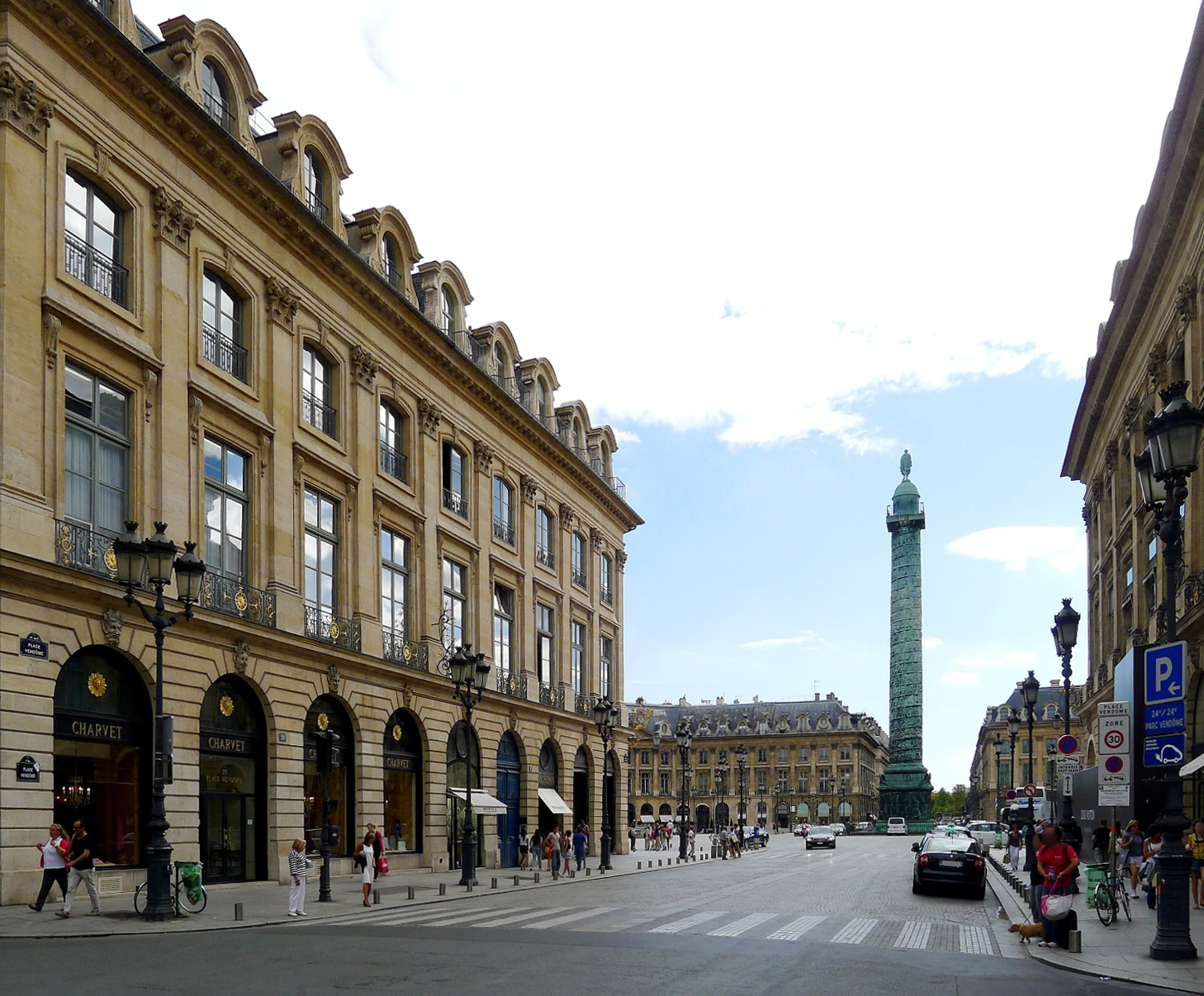
Rue de la Paix et place Vendôme. リュ・ド・ラ・ペ（平和通り）とヴァンドーム広場

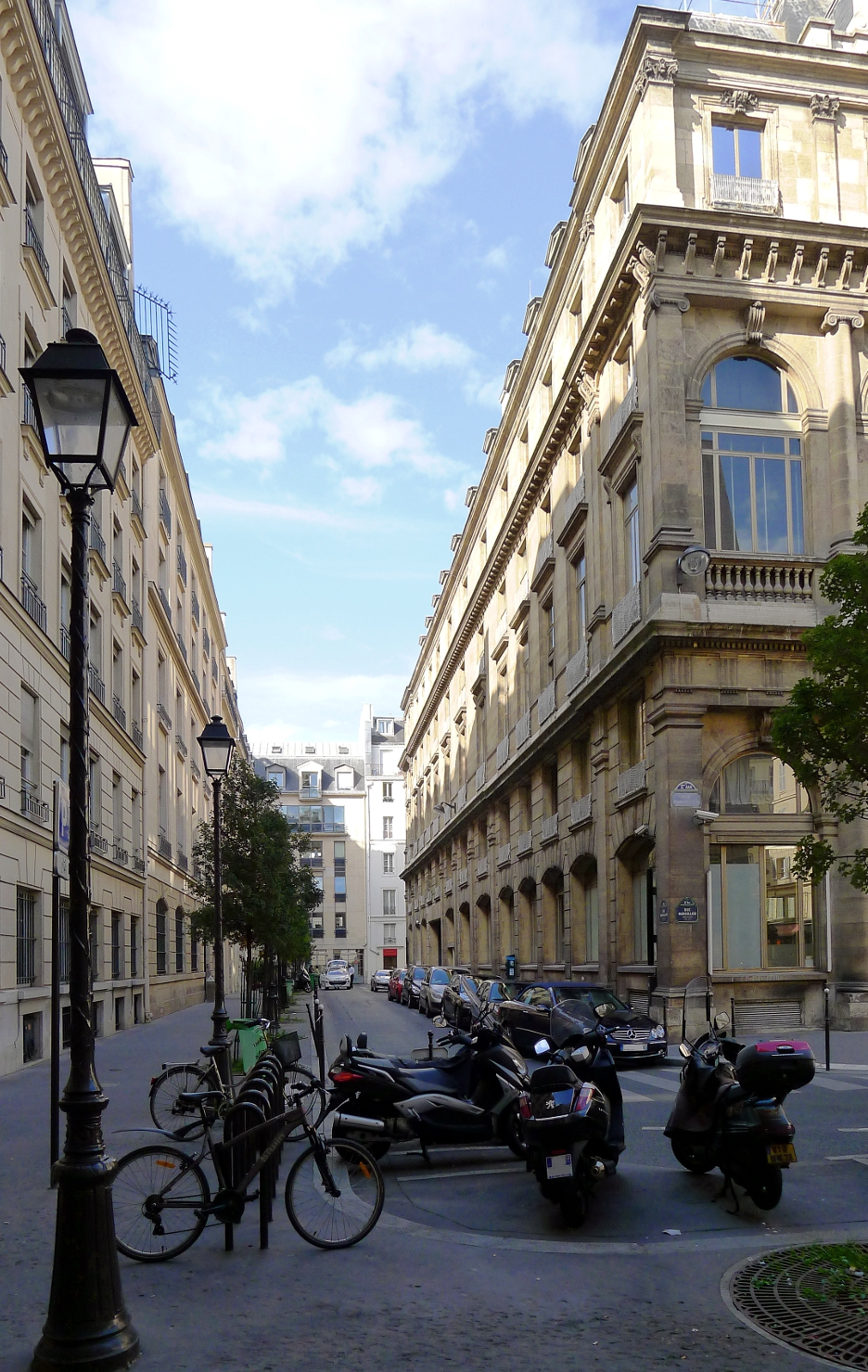
Rue Marsollier

パリの2区は、市の中央部にある行政区。「ブルス区 (Arrondissement de la Bourse)」と呼ばれることもある 。東西に細長い区域であり、20区の中では面積が最も小さい。1区の北に位置している。人口は19,585人 （1999年）で、20区の中では2番目に少ない（人口の推移等詳細については後述）。
区の名称は、市の中央部から時計回りに螺旋を描くようにして各区に付けられた番号を基にしており、当区はその2番目にあたることから、「2区」と名づけられた。パリ証券取引所、国立図書館旧館などがある。また、ギャルリ・ヴィヴィエンヌ、パサージュ・デュ・ケールなど多くのパサージュが現存している。

## 地理

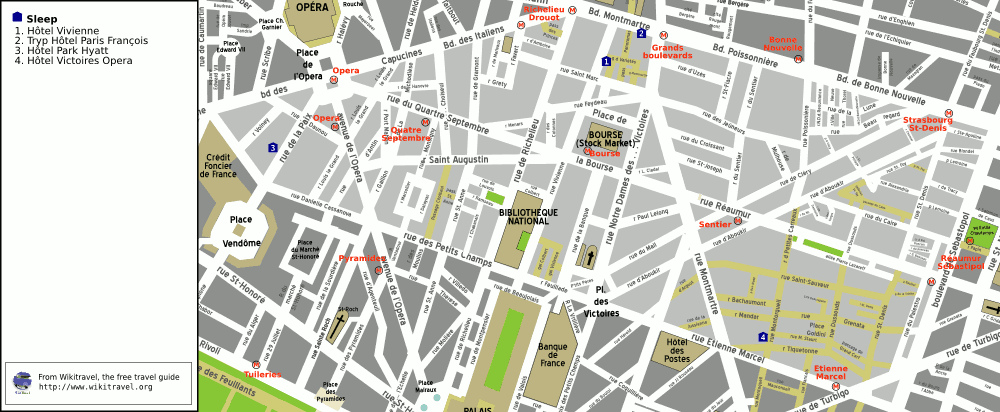
パリ・2区の詳細地図

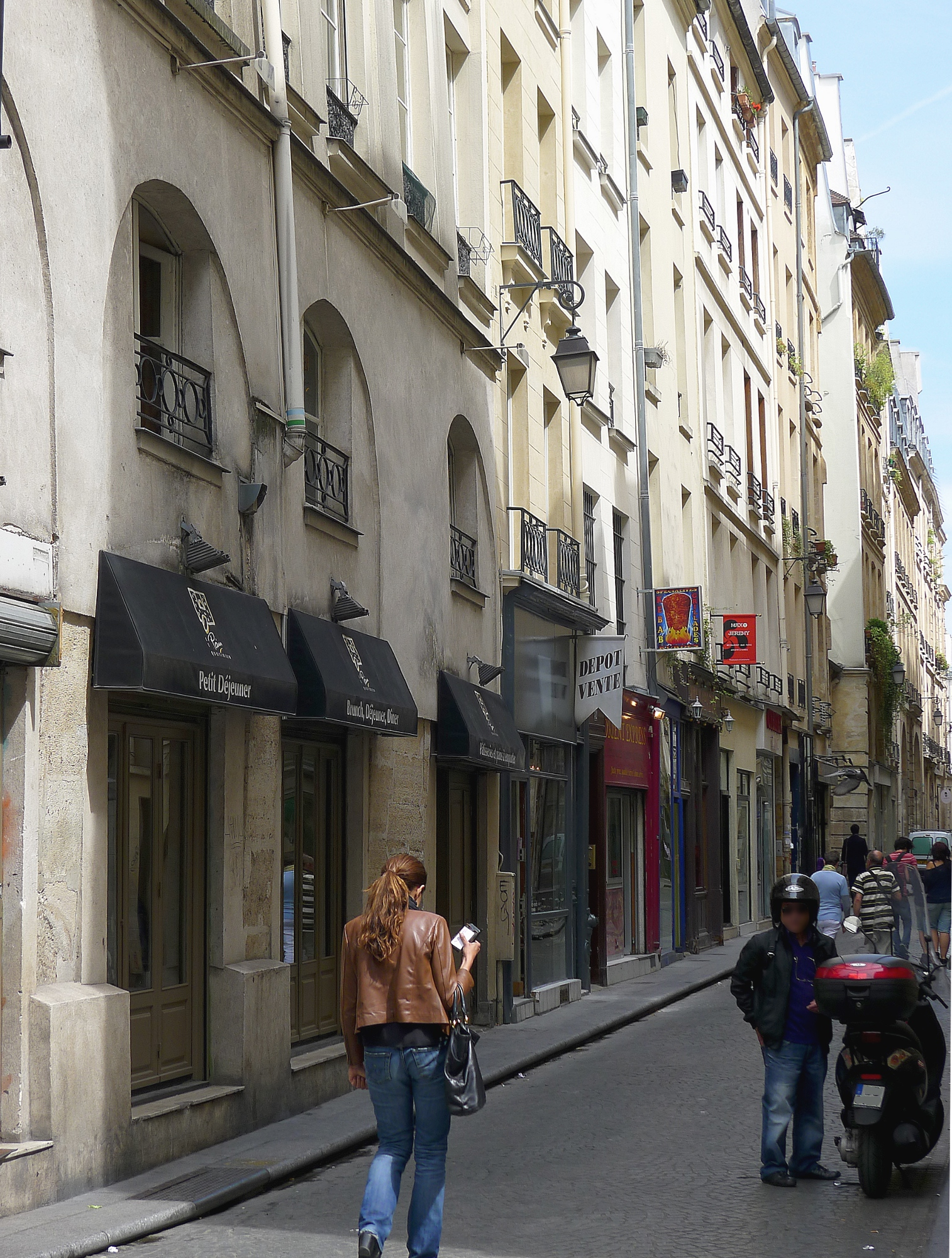
Rue Saint-Sauveur vue depuis la rue Montorgueil

2区は、パリ中央部のやや北寄り、1区 の北境に接している。セーヌ川の北の地域にある。面積は0.99平方キロメートルで、20区のうちでは最も小さい。
北は、同じパリの行政区である9区に接し、北東の一部は10区に接している。南は、エティエンヌ・マルセル通りやプティ＝シャン通りなどを境界として、1区に接している。2区の北の境界線は、リシュリュー・ドルゥオー駅付近で南西方向に折れ、1区との区界である南の境界線と合流している。東は、セバストポル大通りを境界として、3区に接している。

### 隣接する自治体（行政区）
- パリの行政区のうち、以下の区。
  - 1区、3区、9区、10区。

### 地区（カルチェ）

パリ・2区のカルチエ詳細図

パリの行政区は、それぞれ4つの地区（カルチェ）に区分されている。2区を構成する4地区のコードと名称は、次のとおりである。
- 05 - ガイヨン地区 (Quartier Gaillon)
- 06 - ヴィヴィエンヌ地区 (Quartier Vivienne)
- 07 - デュ・マイユ地区 (Quartier du Mail)
- 08 - ボンヌ＝ヌーヴェル地区 (Quartier de Bonne-Nouvelle)

## 住民

### 人口
2区の人口は、パリが全20区になった直後の1861年には81,609人であったのが、約100年後の1962年には半分以下の40,864人となり、その後も減少を続けて1999年には19,585人となった。20区のうちで1区に次いで2番目に人口が少なく、1982年以降は、パリの人口のわずか1パーセント未満で推移している。2005年の推計では20,700人と見積もられており、人口の回復が見込まれている。
また、人口の減少とともに人口密度も減り続けており、1999年の人口密度は、1861年の4分の1以下の19,743人となっている。20区のうちでは5番目に人口密度が低く、パリの平均人口密度の0.8倍である。人口の推移の詳細は、次のとおりである。
| 年     | 区人口 | 市人口    | 区人口／市人口 | 区人口密度 | 市人口密度 | 備考         |
| ------ | ------ | --------- | -------------- | ---------- | ---------- | ------------ |
| 1861年 | 81,609 | 1,696,141 | 4.81%          | 82,267     | 19,512     |              |
| 1872年 | 73,578 | 1,851,792 | 3.97%          | 74,171     | 21,303     |              |
| 1936年 | 41,780 | 2,829,753 | 1.48%          | 42,117     | 32,553     |              |
| 1954年 | 43,857 | 2,850,189 | 1.54%          | 44,211     | 32,788     |              |
| 1962年 | 40,864 | 2,790,091 | 1.46%          | 41,194     | 32,097     |              |
| 1968年 | 35,357 | 2,590,771 | 1.36%          | 35,642     | 29,804     |              |
| 1975年 | 26,328 | 2,299,830 | 1.14%          | 26,540     | 26,457     |              |
| 1982年 | 21,203 | 2,176,243 | 0.97%          | 21,374     | 25,035     |              |
| 1990年 | 20,738 | 2,152,423 | 0.96%          | 20,905     | 24,761     |              |
| 1999年 | 19,585 | 2,125,246 | 0.92%          | 19,743     | 24,449     |              |
| 2005年 | 20,700 | 2,166,200 | 0.96%          | 20,867     | 24,920     | 人口は推計。 |

- 注意
  - 人口密度は、1平方キロメートルあたりの人口。区人口密度は、2区の面積を0.992平方キロメートルとして算出した。また、市人口密度は、森林部（ヴァンセンヌの森、ブローニュの森）を除くパリ市全体の面積（86.927平方キロメートル）をもとに算出した。
  - 1962年から1999年までの区人口及び市人口は、フランス国立統計経済研究所のデータ （Île-de-France ）を参考とした。

## 政治・行政・司法

### 主な官公庁・公共機関
- 第2区役所 （Mairie du 2e arrondissement） - ヴィクトワール広場付近にある。

## 経済

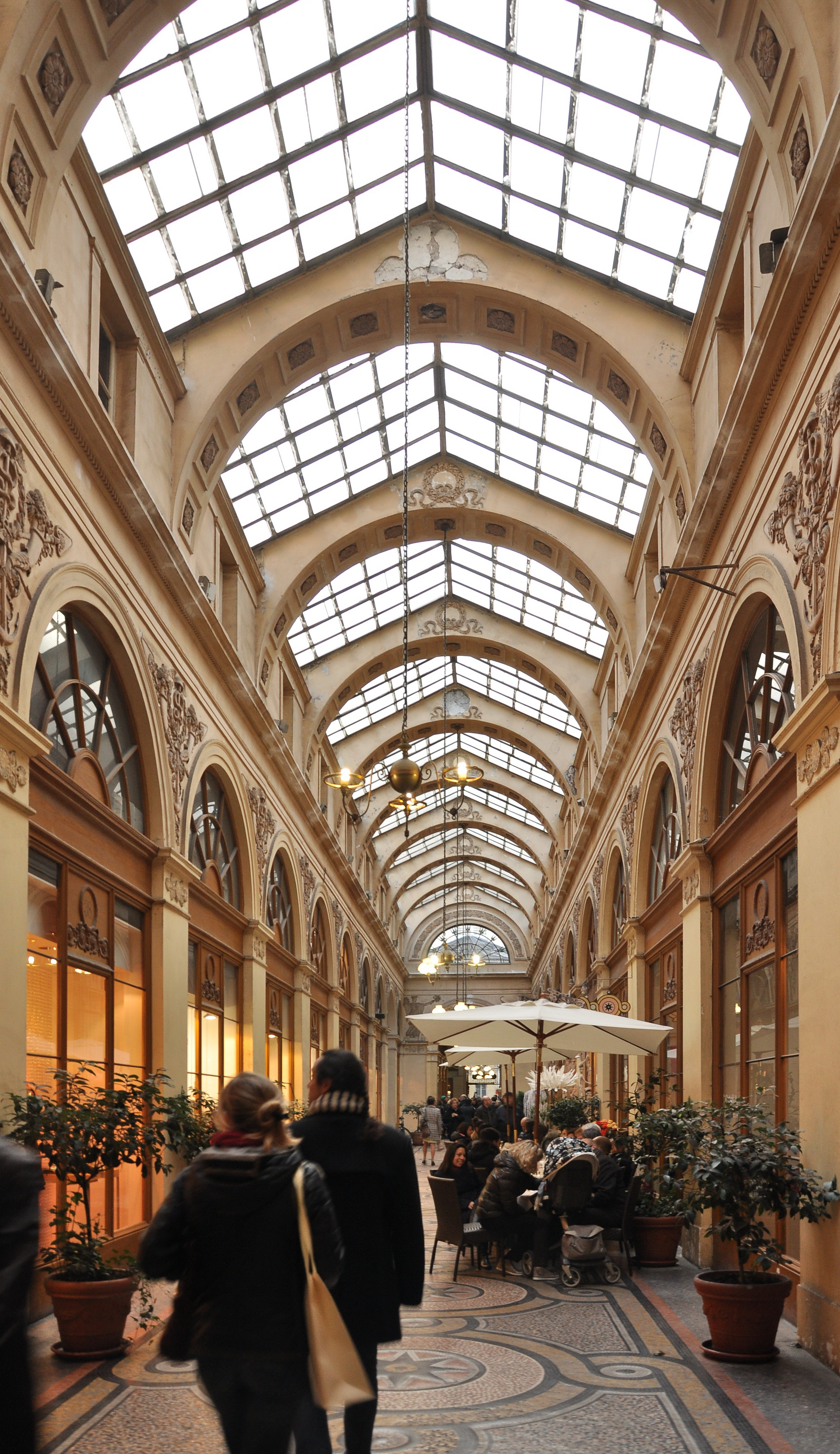
国立図書館 (リシュリュー館に統合された1635年建造のチュブフ館) 東側を南北に通るヴィヴィエンヌ通りを挟んでパサージュが2つある。ギャルリー・コルベール (Galerie Colbert) と, 画像のギャルリー・ヴィヴィエンヌ (Galerie Vivienne) である。
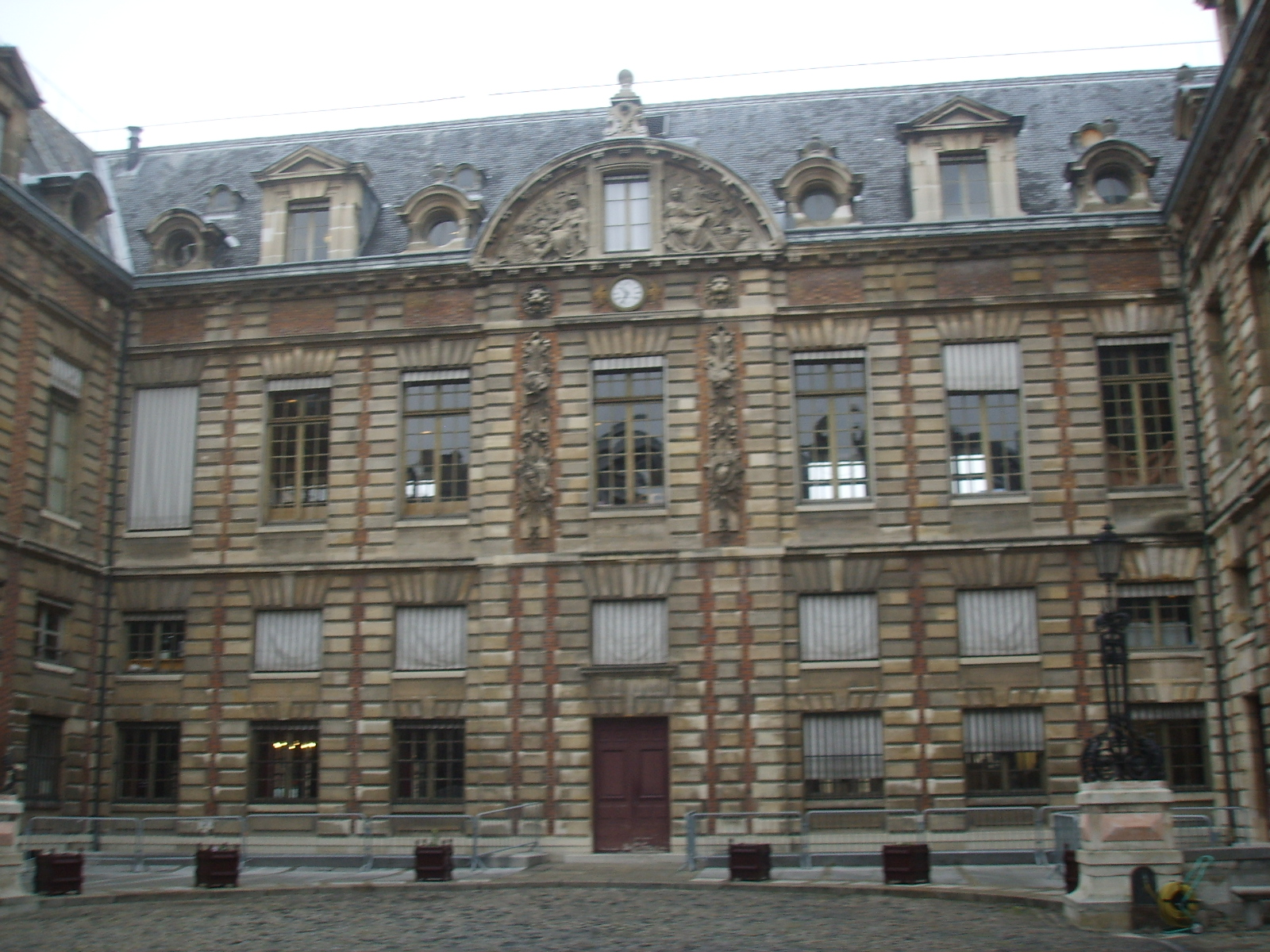
国立図書館 (リシュリュー館) の一角にあるチュブフ館 (Hôtel Tubeuf, 1635年築造)。国立図書館敷地南側を東西に走るプティ＝シャン通り沿い, パレ・ロワイヤルの北側向かいにある。
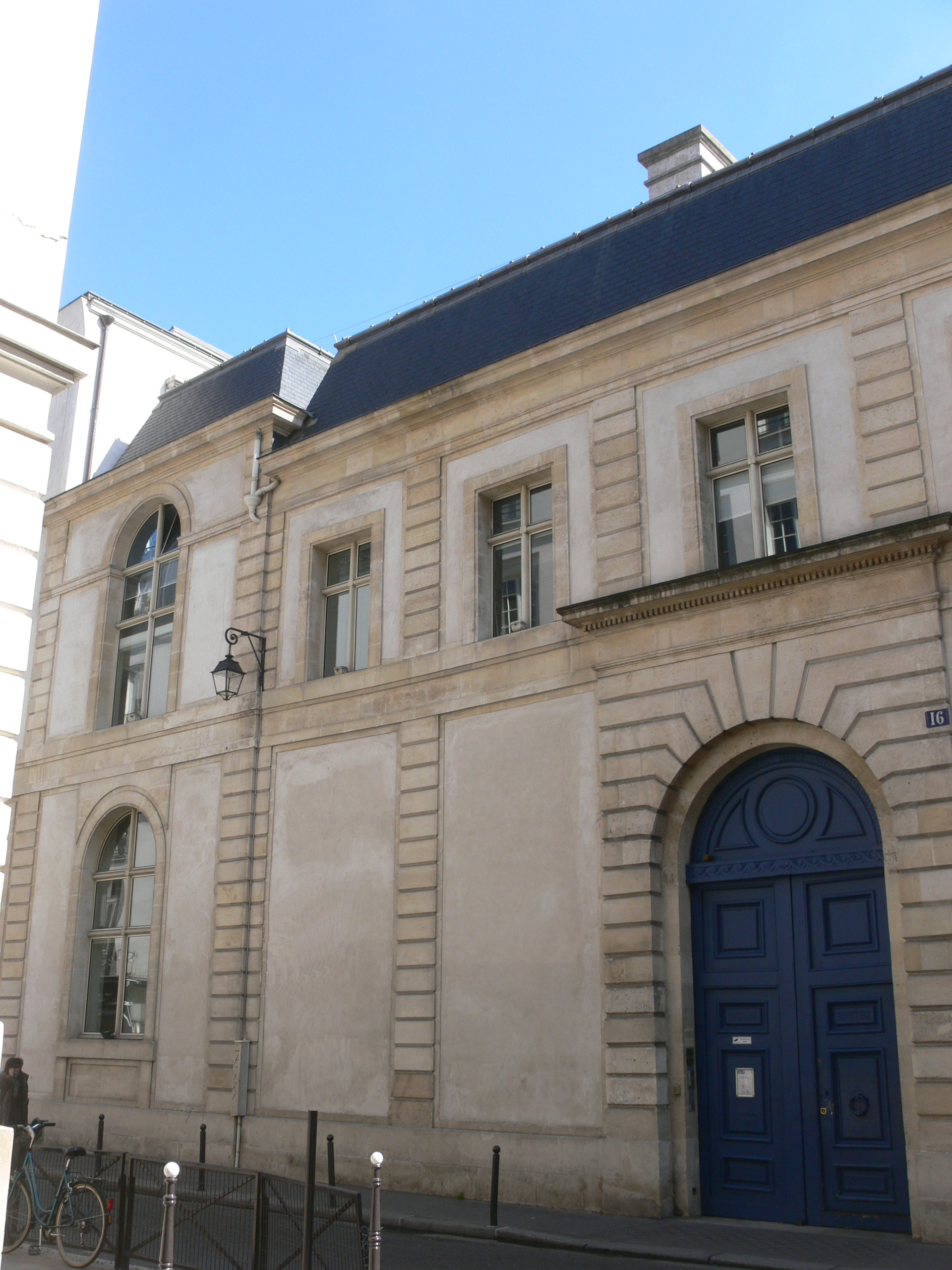
"チュブフ館 (Hôtel Tubeuf)"には2つあり, 上記国立図書館本館が入るリシュリュー館に統合された1635年建造の"チュブフ館"と, 向かいヴィヴィエンヌ通り16番地にある, 現在セリーヌ本社が入る画像1640年建造の"チュブフ館"ないしコルベール・ド・トルシー館 (Hôtel Colbert de Torcy) とがある。後者にはかつてパリ証券取引所が入居もしていた。
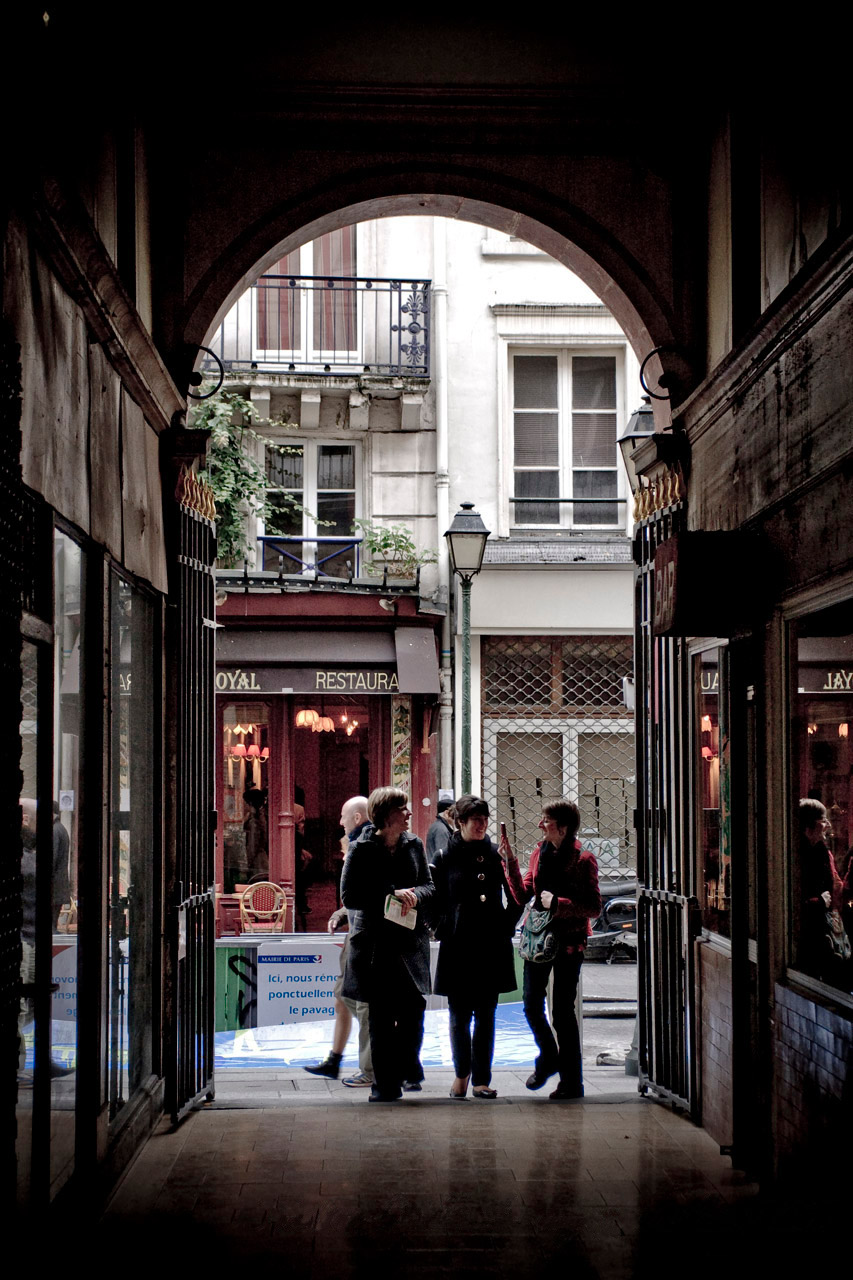
パサージュ・デュ・グラン＝セール (Passage du Grand-Cerf)
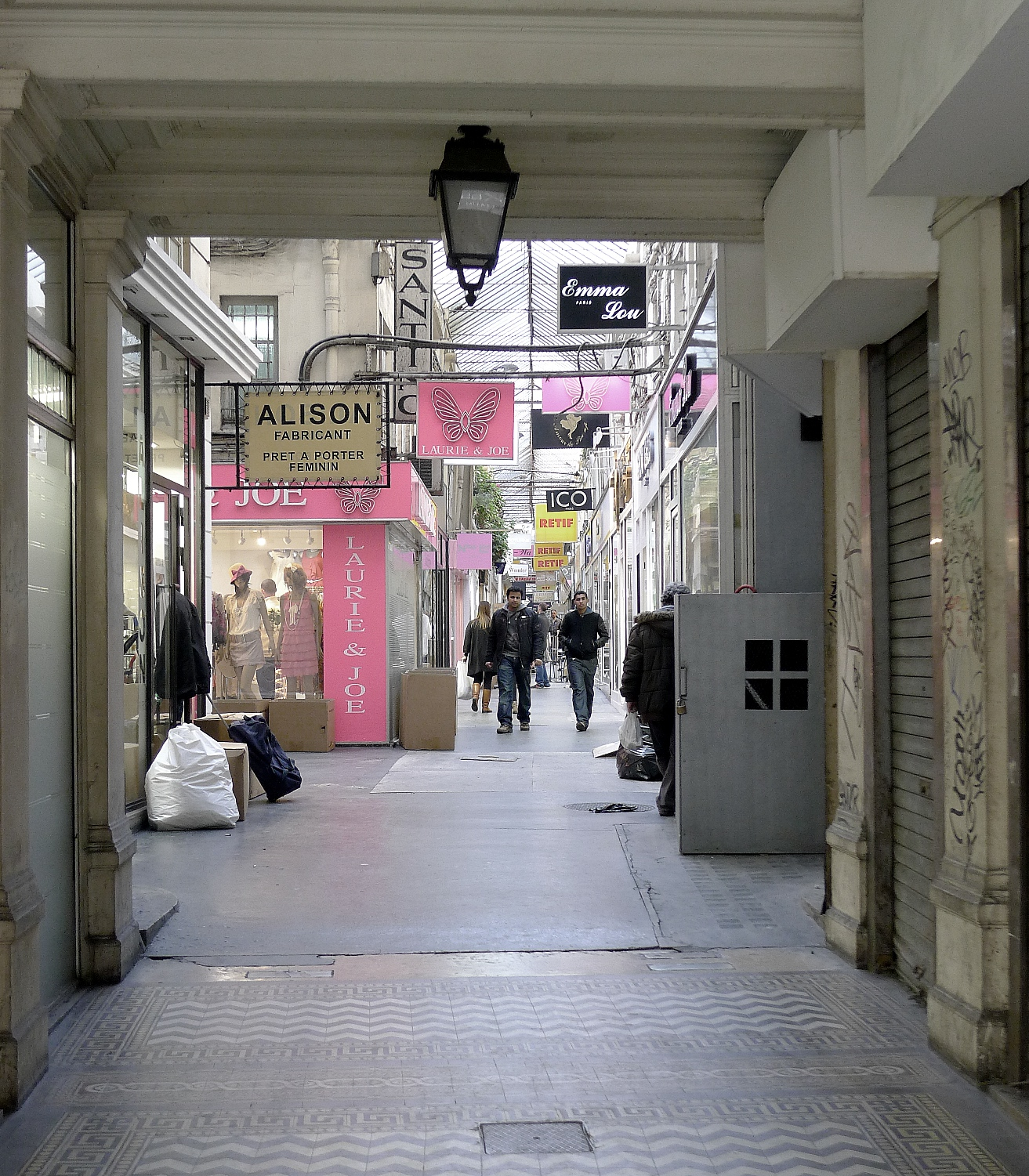
ナポレオンのエジプト遠征開始の翌1799年に設けられたパサージュ・デュ・ケール (Passage du Caire)。サン＝ドニ通り (Rue Saint-Denis) 側出入り口
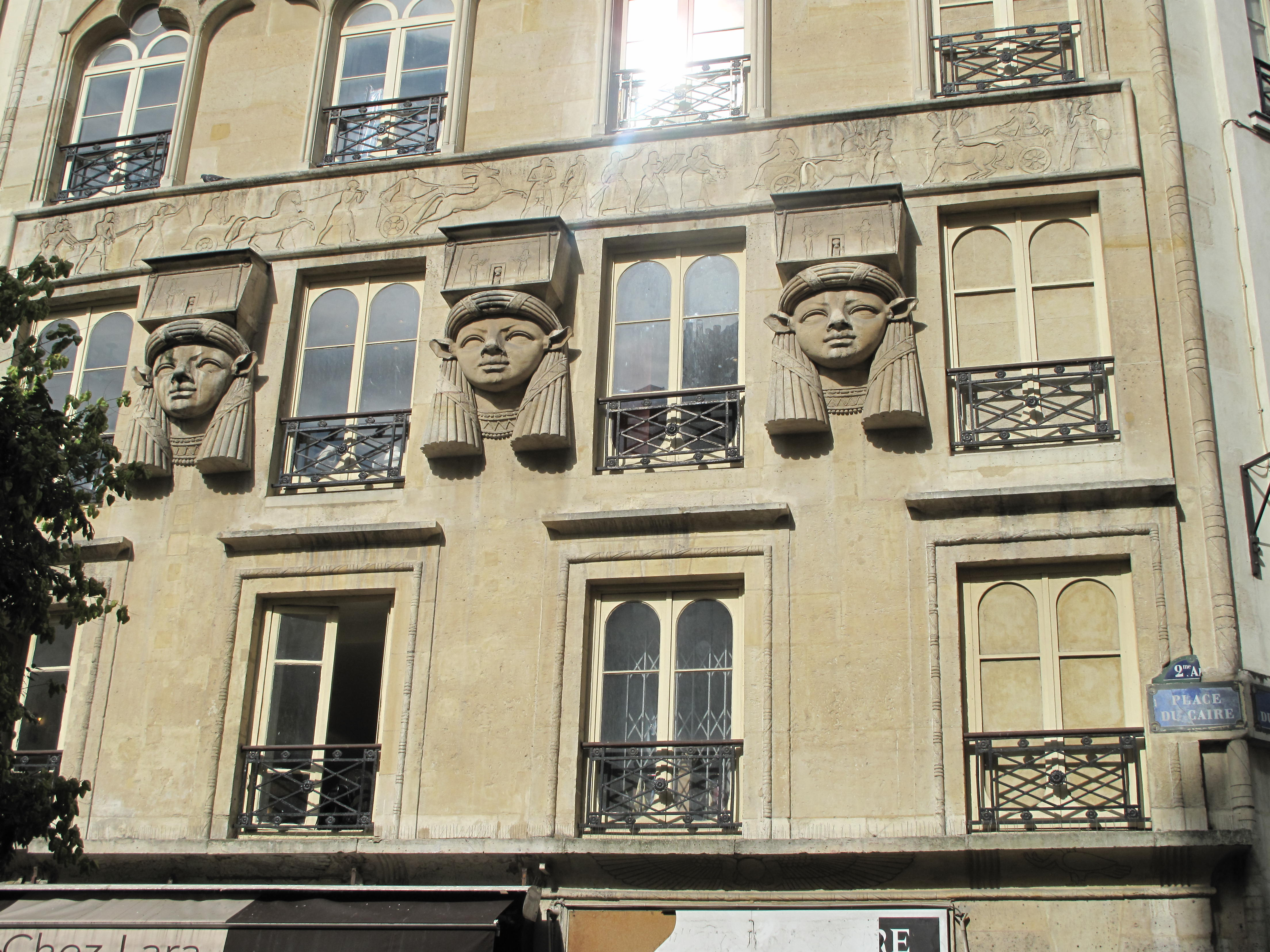
聖ビンセンシオ・ア・パウロの愛徳姉妹会の修道院の場所にフランス革命期1798年築、エジプシアン・リヴァイヴァル建築[3]の建物。場所は、2区北東10区近くにあるプラス・デュ・ケール (カイロ広場, Place du Caire) 2番地。
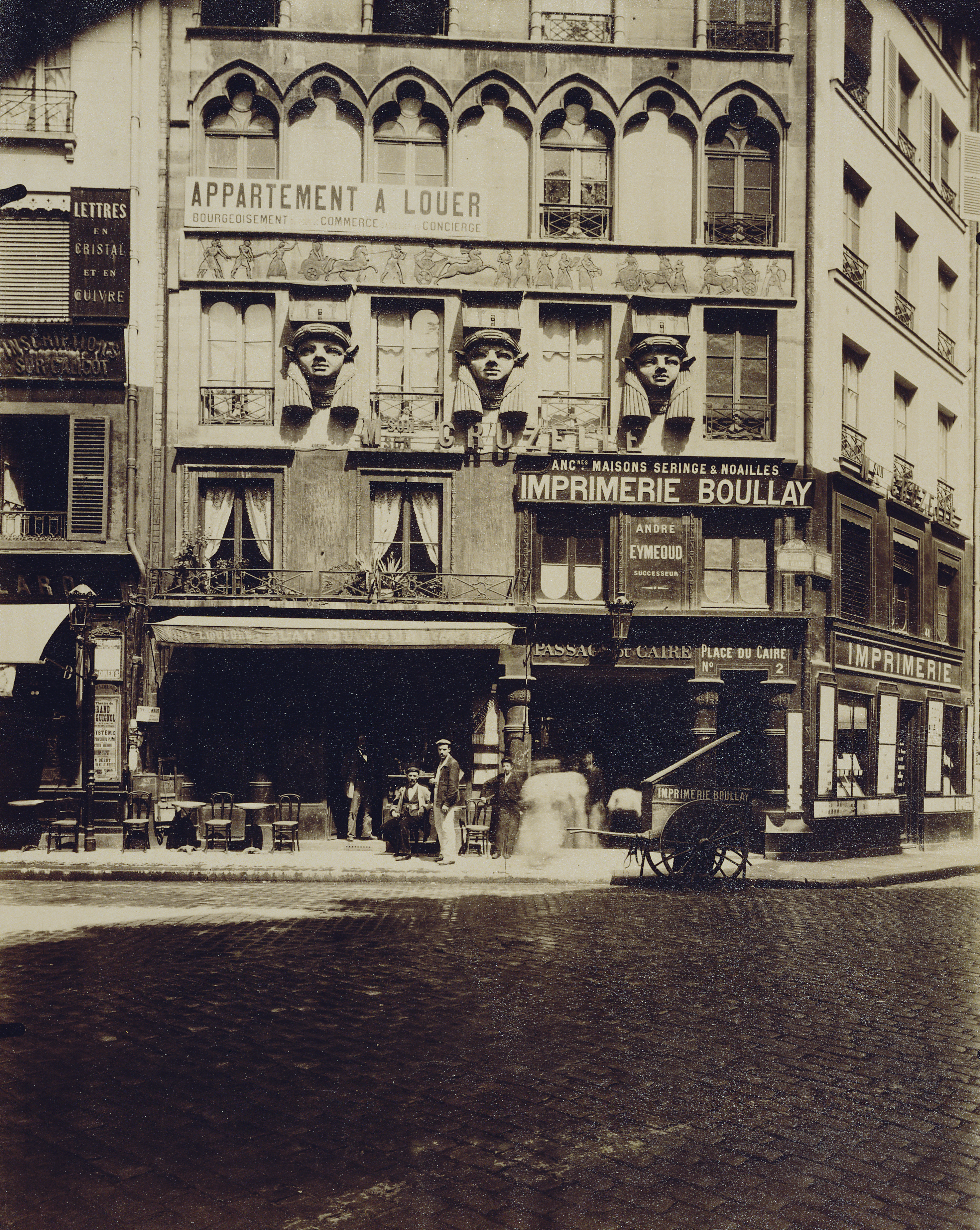
1903年のプラス・デュ・ケール2番地。ウジェーヌ・アジェ撮影。上記パサージュ・デュ・ケールが建物内を通っている。「カイロ広場」の名はナポレオンによるエジプト遠征での勝利を記念して名付けられた。

### 証券取引所
- 旧パリ証券取引所（Bourse de Paris）
  - 通称 ラ・ブルス (La Bourse)。国立図書館やヴィクトワール広場の北側至近に位置するブルス広場 (Place de la Bourse) にあったが、ユーロネクスト・パリとしてラ・デファンス地区に移転。同広場の列柱様式建物は「パレ・ブロンニャール (Palais Brongniart)」と呼ばれ、現在、証券市場に関する歴史的資料を展示した資料館等が入館している。

### 主な企業
- フランス通信社本社（Agence France-Presse）
  - 通称「AFP通信」。ヴィヴィエンヌ通り (Rue Vivienne) 沿い、ないし同通りを抜けた北側に位置するブルス広場 (Place de la Bourse) 沿いに所在する。
- セリーヌ本社（Céline）
  - ヴィヴィエンヌ通り (Rue Vivienne) 16番地に建つ1640年建造のチュブフ館ないしコルベール・ド・トルシー館 (Hôtel Colbert de Torcy) にある[4]。
- ケンゾー本社（Kenzo）
  - ヴィヴィエンヌ通り18番地に建つ1660年建造のカステランないしデマレ館 (hotel-castelan-ou-hotel-desmarets) にある[5]。

### 主な店舗・商業施設
- カルティエ本店（Cartier） - ヴァンドーム広場北側、ラ・ペ通り (rue de la Paix) 13番地にある。
- エス・テー・デュポン本店（S.T.Dupon） - 2018年、パリ8区モンテーニュ大通りからラ・ペ通り10番地に移転した[6]。
- パリ三越（Paris Mitsukoshi） - 2010年閉店。オペラ広場西側至近、9区との境界線上を走るカピュシーヌ大通り沿い2区側にあった。

### 主な商店街
- ギャルリ・コルベール （Galerie Colbert）
- ギャルリ・ヴィヴィエンヌ （Galerie Vivienne）
  - パリで最も美しいといわれているパサージュ[7]。
- パサージュ・ショワズール （Passage Choiseul）
- パサージュ・デ・パノラマ （Passage des Panoramas）
- パサージュ・デ・プランス （Passage des Princes）
- パサージュ・デュ・グラン・セール （Passage du Grand-Cerf）
  - パリのパサージュでは最も高く、天井の高さは11.8mある[8]。
- パサージュ・デュ・ケール （Passage du Caire）
  - 現存するパリのパサージュの中では最も古い。1799年建設[8]。
- パサージュ・デュ・ポンソー （Passage du Ponceau）
- パサージュ・ブール＝ラベ （Passage Bourg-l'Abbé）

## 宿泊施設

### 主な宿泊施設
- パーク・ハイアット・パリ＝ヴァンドーム (Park Hyatt Paris-Vendome) - ヴァンドーム広場北側、ラ・ペ通り (rue de la Paix) 5番地にある。
- オテル・ド・ノアイユ (オテル・ゴールデンチューリップ・ド・ノアイユ、Hôtel de Noailles) - ガルニエ宮（オペラ座）近く、サラ・ベルナールの出生地界隈とも言われるラ・ミショディエール通り (Rue de la Michodière) 9番地にある。

## 教育

### 大学等
- フランス国立古文書学校 （École nationale des chartes）
  - 2014年、リシュリュー通り (Rue de Richelieu) 65番地に移転。
- パリ・クチュール組合学校 （エコール・ド・ラ・シャンブル・サンディカル・ド・ラ・クチュール・パリジェンヌ, École de la chambre syndicale de la couture parisienne）
  - アンドレ・クレージュ、共に同級生にあたるイヴ・サン＝ローランとカール・ラガーフェルドらも通った私立の高等クチュール学校。2010年、レオミュール通り (Rue Réaumur) 119番地に移転。「フランスのファッション」も参照。

## 文化施設

### 美術館・博物館
- フラゴナール・カピュシーヌ香水博物館 （Théâtre-Musée des Capucines-Fragonard）

### 映画館・劇場
- オペラ＝コミック座 （Théâtre national de l'Opéra-Comique）
  - オペラ＝コミック座の作曲家でピアニストのフランソワ＝アドリアン・ボイエルデューから名付けられたボイエルデュー広場 (Place Boieldieu) 界隈に建つ。
- ヴァリエテ座 （Théâtre des Variétés）
- ブッフ＝パリジャン座 （Théâtre des Bouffes-Parisiens）
- ミショディエール劇場 （Théâtre de la Michodière）
- ル・グラン・レックス （Le Grand Rex）
  - "グラン・ブールヴァール"の一つ、9区境界線を走るポワソニエール大通り沿いにある、ヨーロッパ最多の座席数（2,821席）と最大のスクリーンを誇る映画館 [9]。

### その他
- 国立図書館旧館 （リシュリュー館）

## 宗教施設

### 教会・寺院
- ノートルダム＝デ＝ヴィクトワール・バジリカ聖堂 （Basilique Notre-Dame-des-Victoires）
- ノートルダム＝ド＝ボンヌ＝ヌーヴェル教会 （Église Notre-Dame-de-Bonne-Nouvelle）

## 観光・憩い

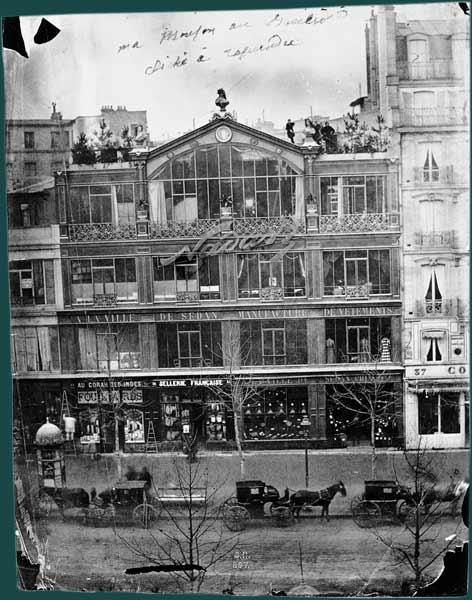
オペラ広場西側至近カピュシーヌ大通り35番地。1860年, 写真家ナダールのアトリエ兼居住地の"アトリエ・ナダール"があった。1873年には, 同建物に印象派ら芸術家集団が協同会社組織を設けた。(Société anonyme coopérative des artistes peintres, sculpteurs et graveurs, Le 35 boulevard des Capucines (Paris) vers 1870, photo de Nadar.)
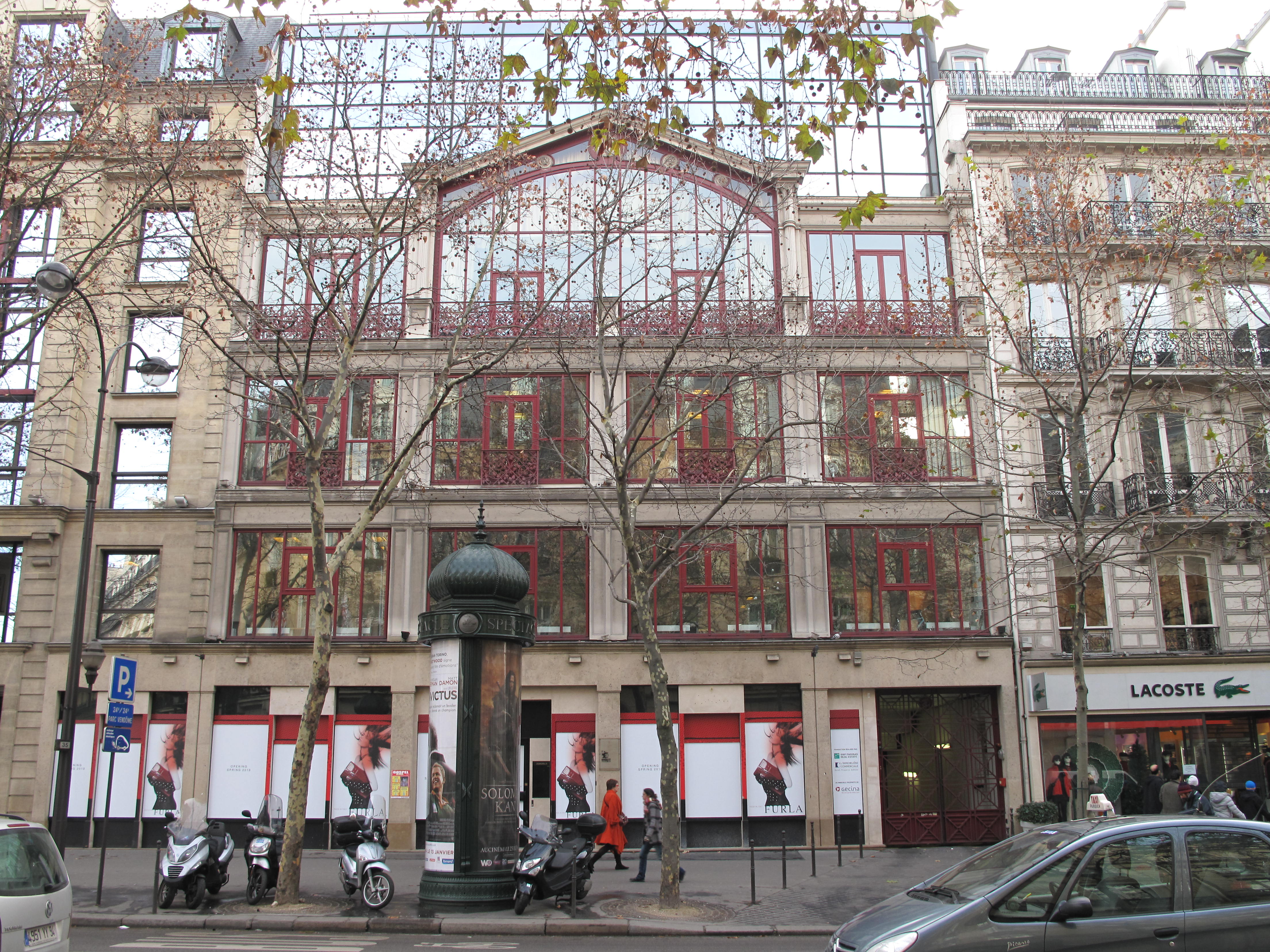
ファサードが保存された2009年の"アトリエ・ナダール"。(Atelier Nadar, le même lieu en 2009, la façade ayant été préservée.)

### 建築
- ジャン無畏公の塔（トゥール・ジャン・サン・プール, Tour Jean sans Peur）
  - 百年戦争の時代、ブルゴーニュ公ジャン無畏公が建設した塔。エティエンヌ＝マルセル通り沿いにある[10]。
- クレディ・リヨネ旧本館（Siège central du Crédit lyonnais）
  - 1876-1883年の間に建造されたオスマニアン建築 (fr)。通称はイタリア館ないしオテル・デ・イタリアン (Hôtel Des Italiens)。オペラ広場の東側至近、イタリアン大通り、キャトル＝セプタンブル通り、グラモン通り、ショワズール通りに囲まれた地点、9区との境界上を走るイタリアン大通り沿い2区側に所在する。

### 公園・緑地等
- ルーヴォワ公園 (Square Louvois)
  - 国立図書館旧館（リシュリュー館）の西側、区内1区側にある。

## 交通

### 鉄道
- 地下鉄・メトロ （パリ交通公団（RATP）） （Métro）
  - ■3号線 （Ligne 3 du Métro）
    - オペラ駅 – カトル＝セプタンブル駅 – ブルス駅 – サンティエ駅 – レオミュール＝セバストポル駅

  - ■4号線 （Ligne 4 du Métro）
    - ストラスブール＝サン＝ドニ駅 – レオミュール＝セバストポル駅 – エティエンヌ・マルセル駅

  - ■7号線 （Ligne 7 du Métro）
    - オペラ駅のみ。

  - ■8号線 （Ligne 8 du Métro）
    - オペラ駅 – リシュリュー＝ドゥルオ駅 – グラン・ブールヴァール駅 – ボンヌ・ヌーヴェル駅 – ストラスブール＝サン＝ドニ駅

  - ■9号線 （Ligne 9 du Métro）
    - リシュリュー＝ドルーオ駅 – グラン・ブルヴァール駅 – ボンヌ・ヌーヴェル駅 – ストラスブール＝サン＝ドニ駅

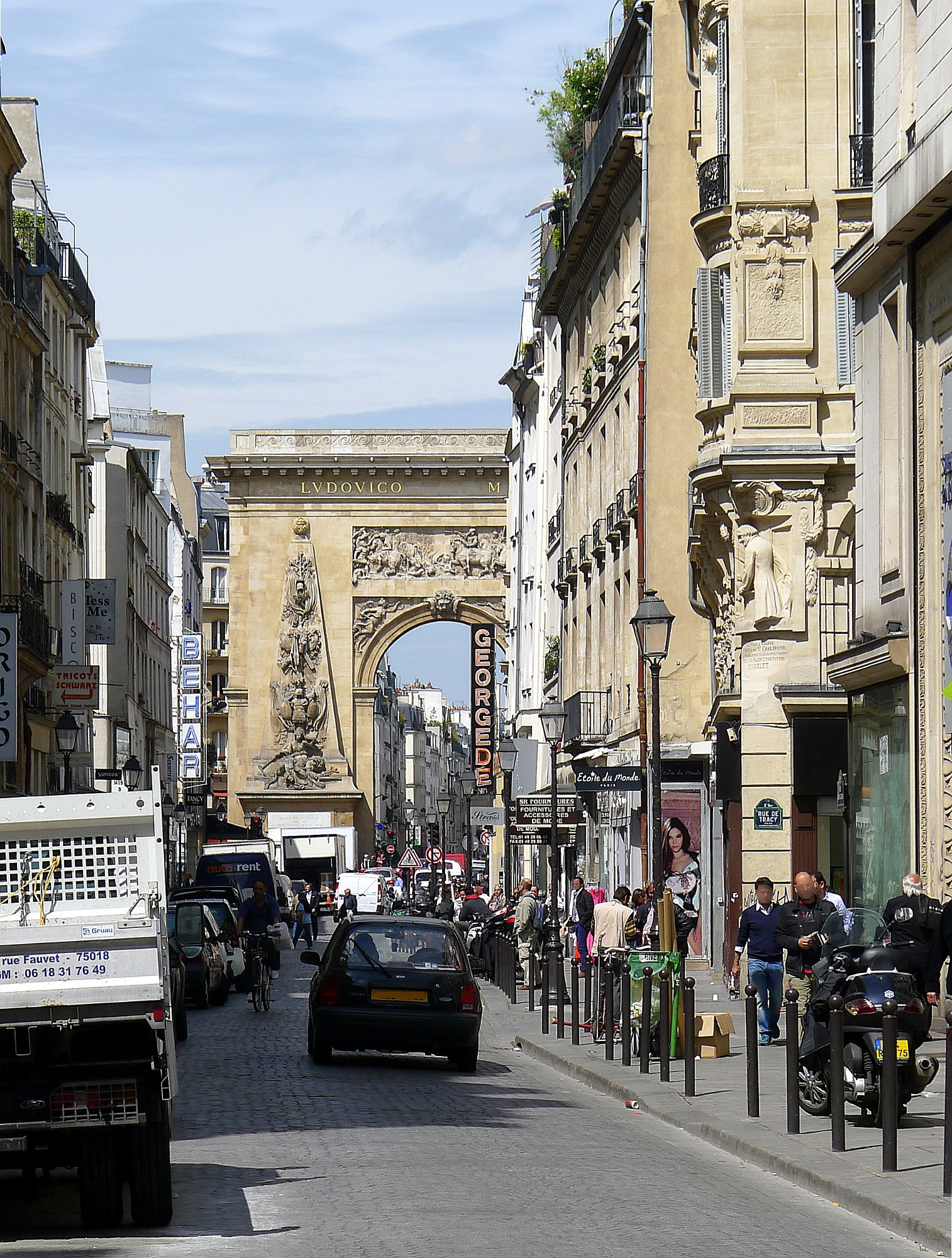
ルイ14世建造、パリ最古の凱旋門サン＝ドニ門とサン＝ドニ通り (Rue Saint-Denis)
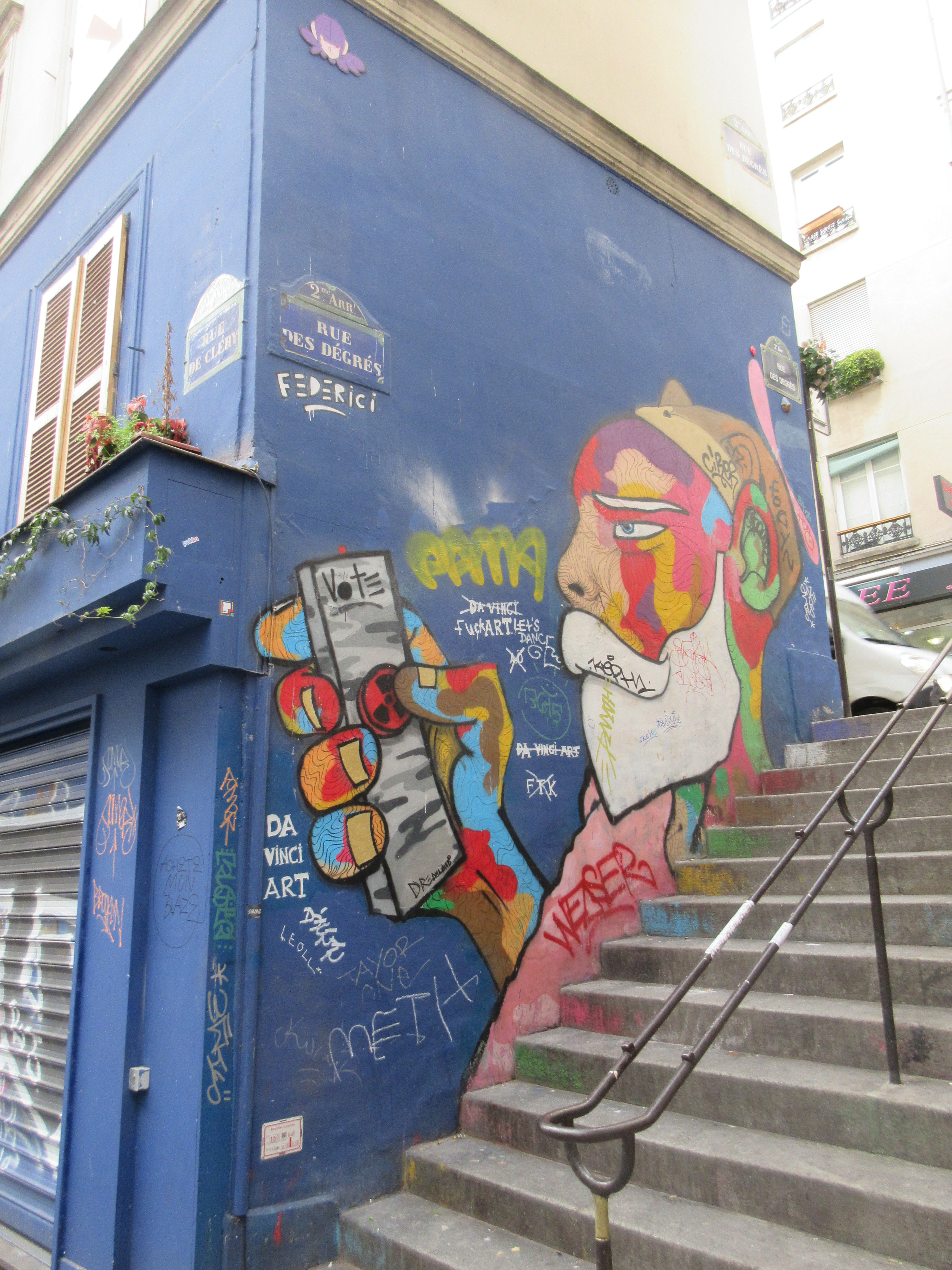
パリで一番短い通り(階段部分のみの5.75m), ドゥグレ通り (Rue des Degrés)。区内東側, 移民も多い下町, 繊維問屋街サンティエ地区 (Quartier Sentier) にある。
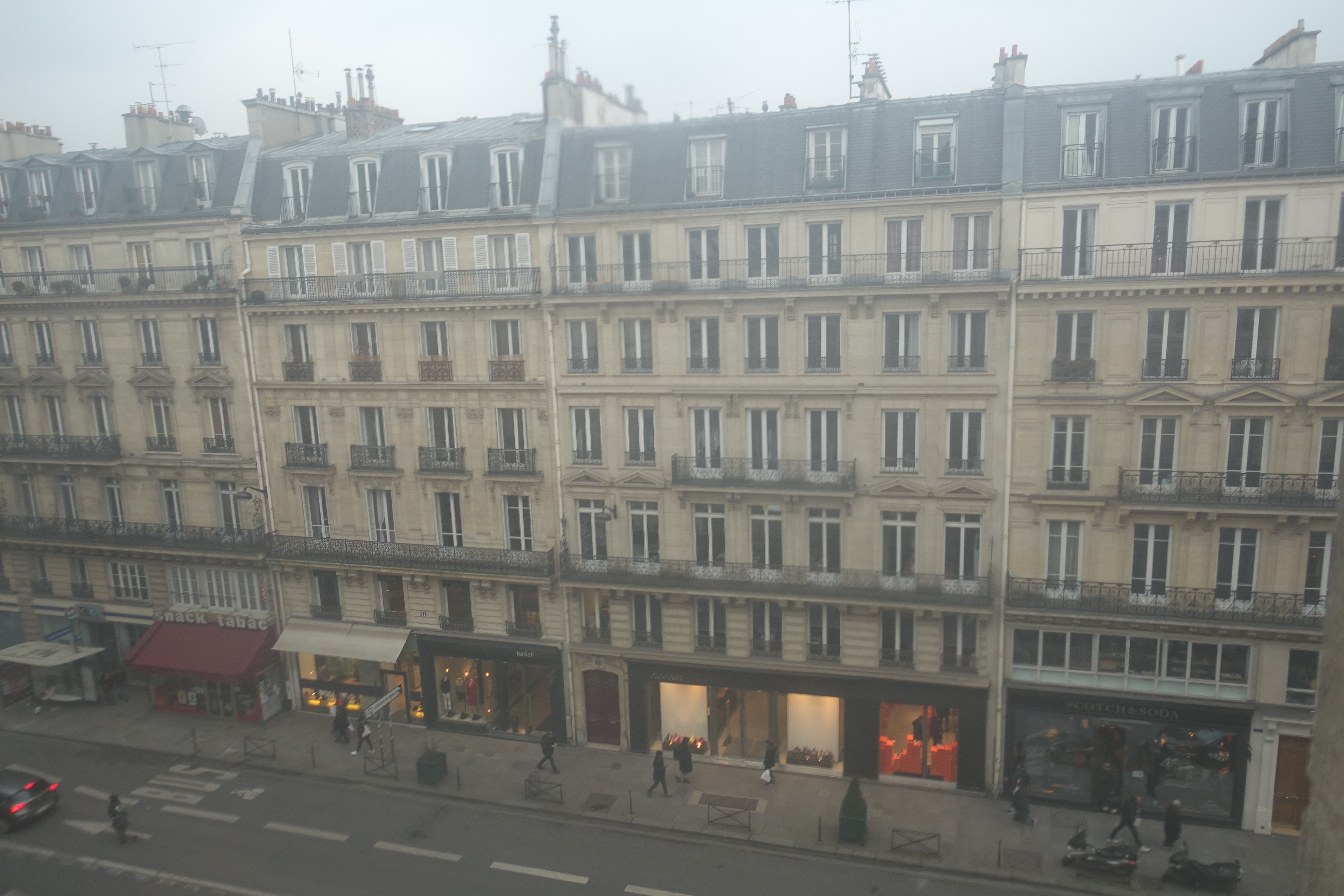
ジャン無畏公の塔 (fr) から見るエティエンヌ＝マルセル通り (Rue Étienne-Marcel) の建物群
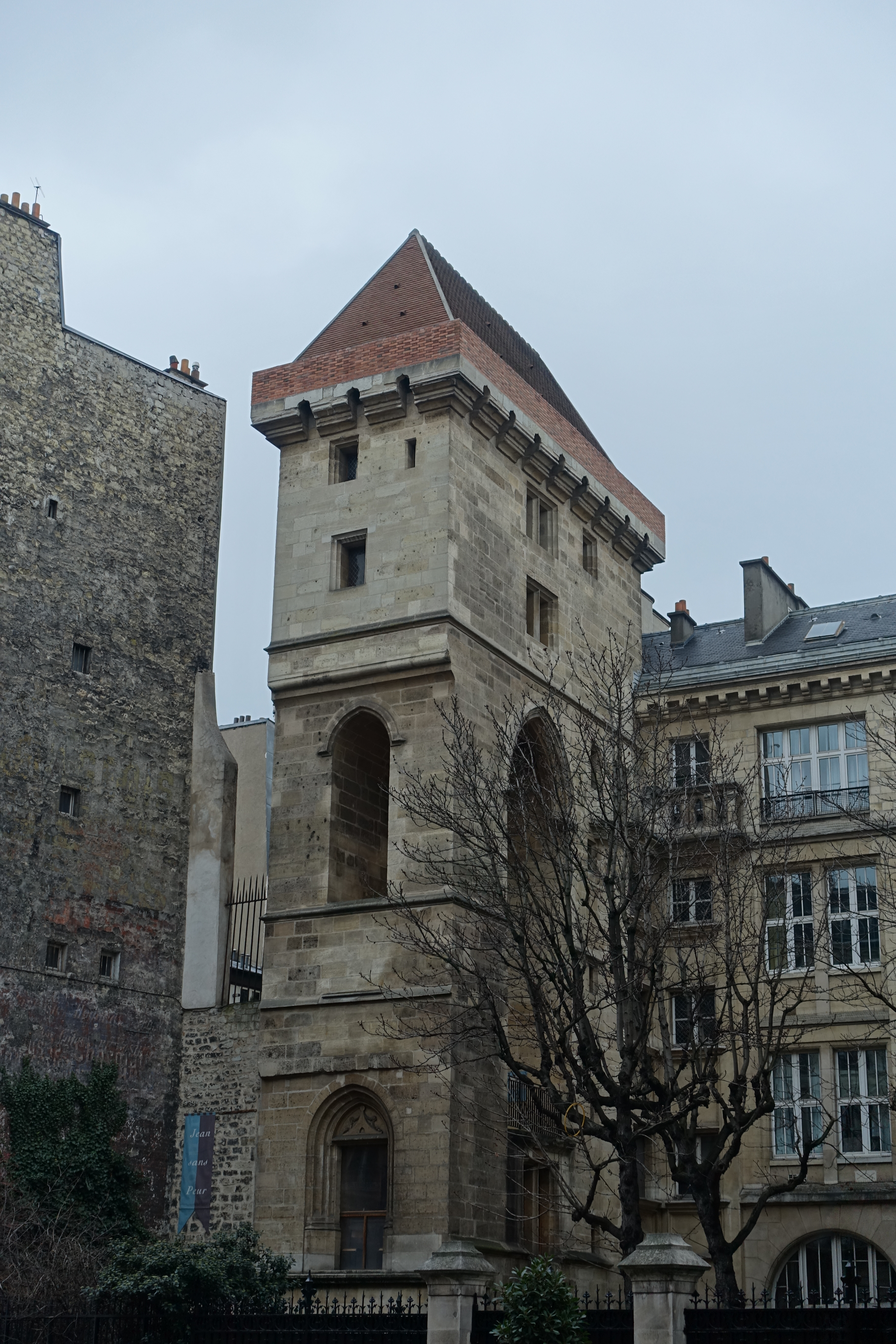
ジャン無畏公の塔
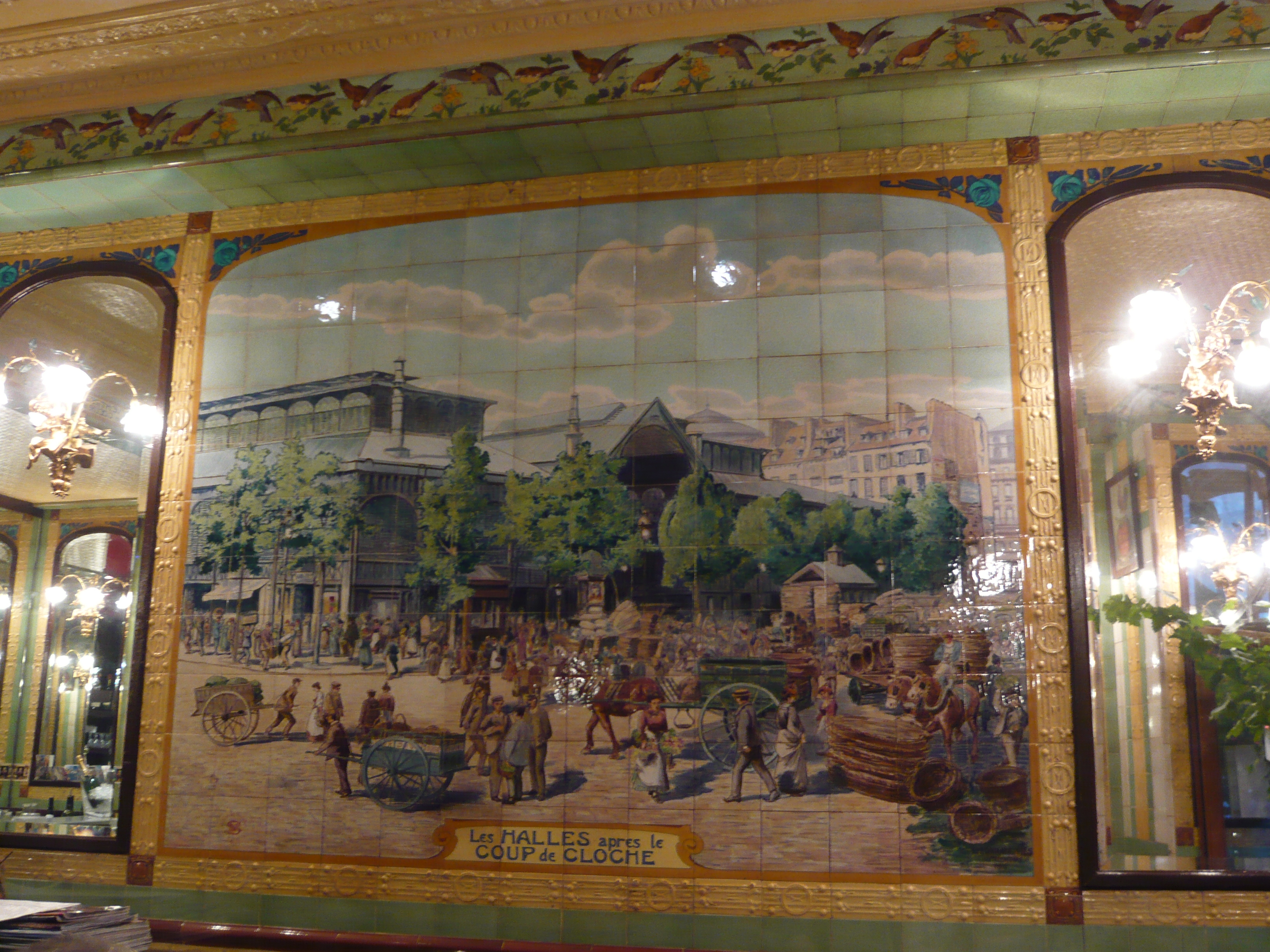
モンマルトル通り (Rue Montmartre) 15番地にある(厳密には1区側になる), 1826年創業ビストロ ル・コション・ア・ロレイユ (Le Cochon à l’Oreille) の1880年作フレスコ画 (Décor en céramique de l'ancien restaurant le Cochon à l'oreille.)
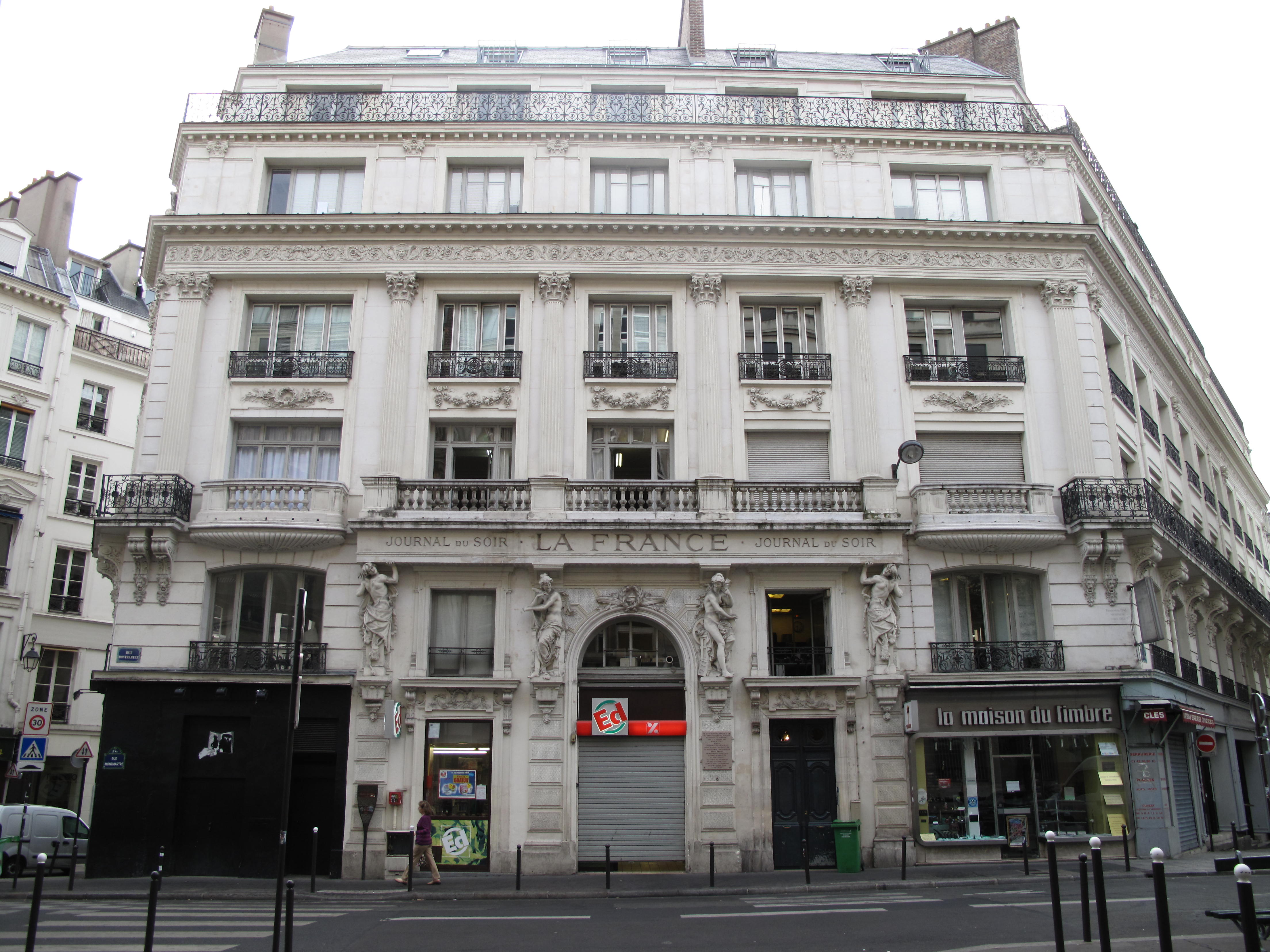
かつてオーロール新聞が入居していたモンマルトル通り144番地 (Numéro 144, rue Montmartre, anciens locaux des journaux La France, Le Radical et L'Aurore.)。ジョルジュ・クレマンソーが主幹を務めていた。
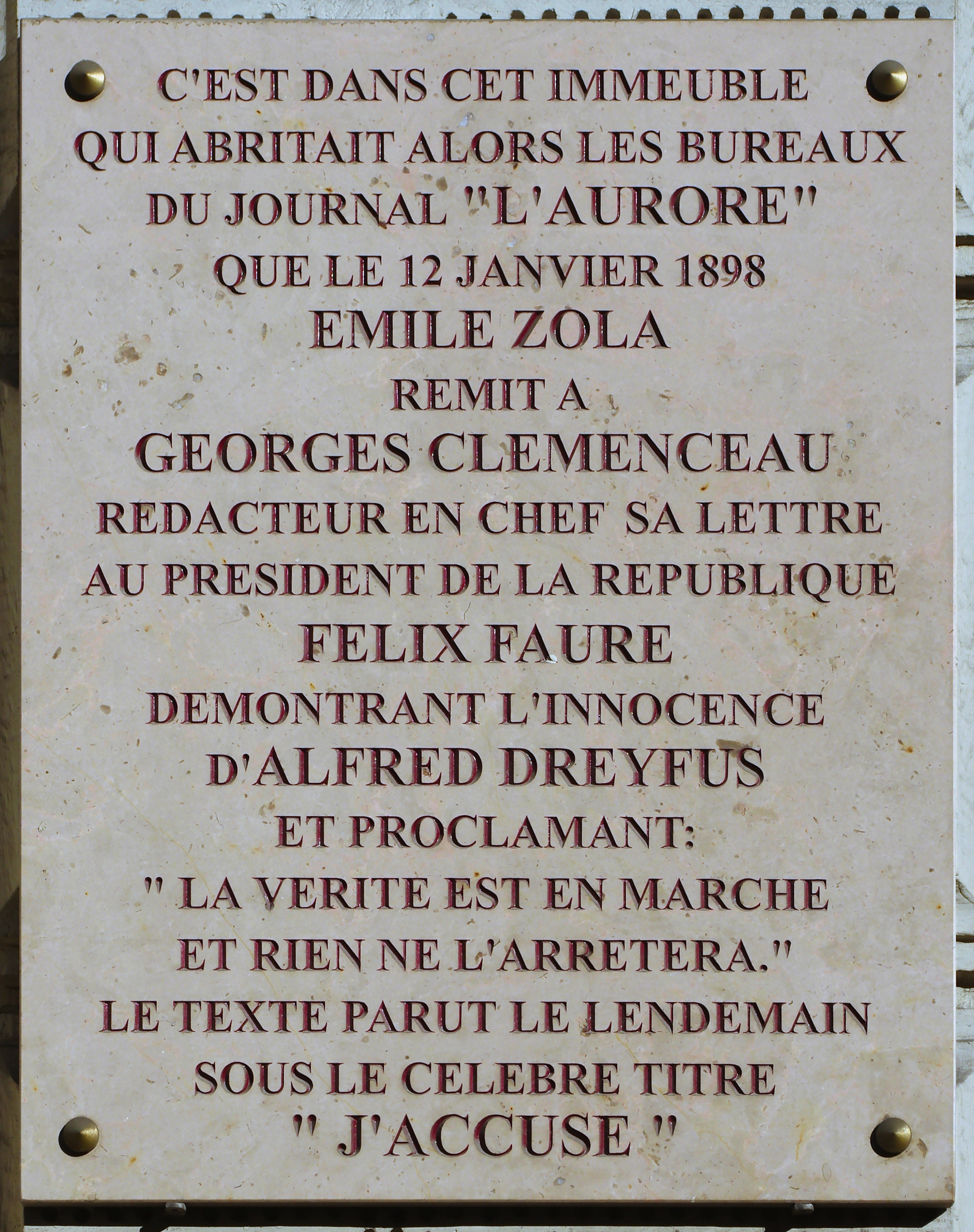
同オーロール紙上でのエミール・ゾラによる公開状『私は弾劾する』のプラーク (Numéro 144, plaque commémorant l'article « J'accuse… ! » d'Émile Zola.)
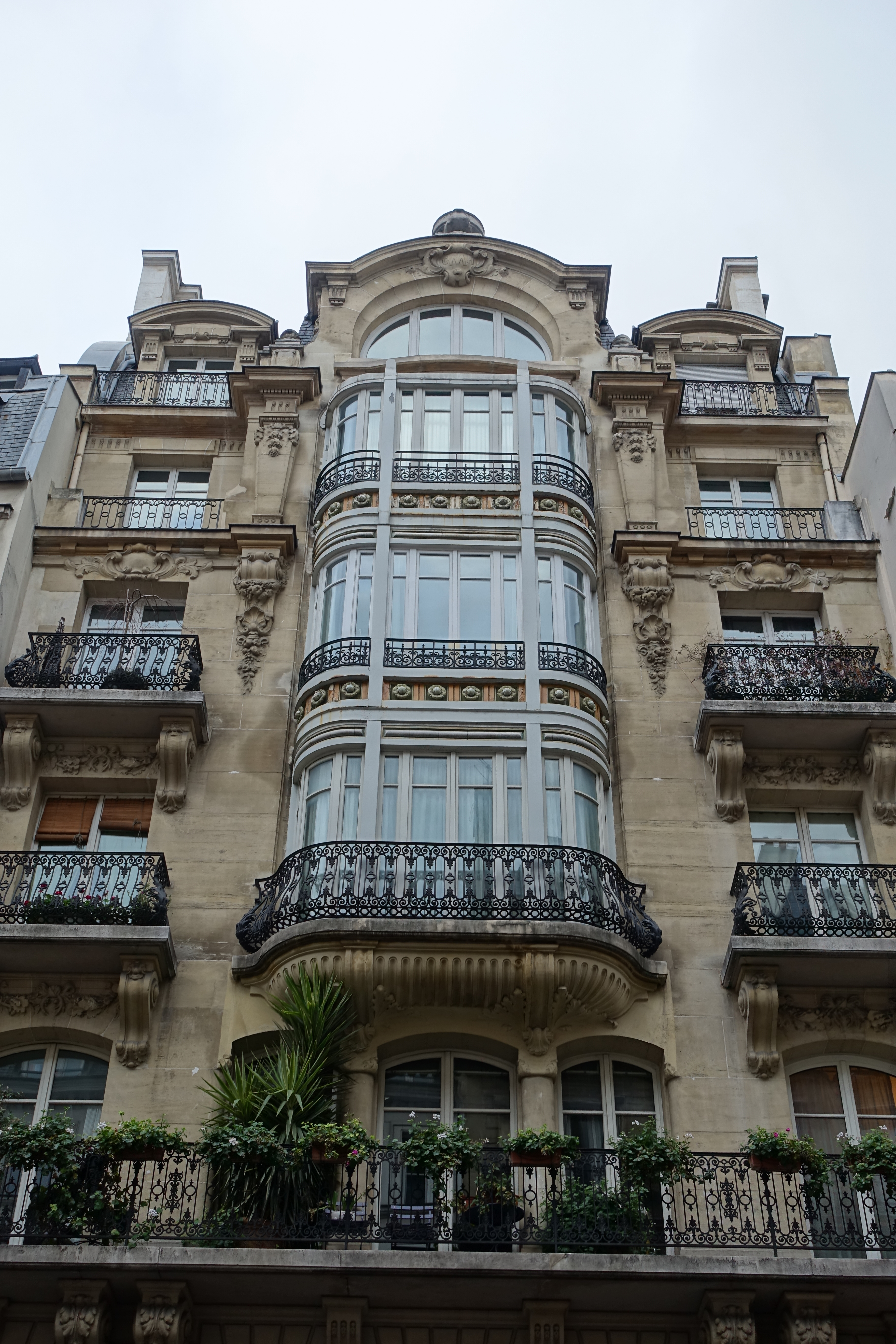
同モンマルトル通り167番地建物
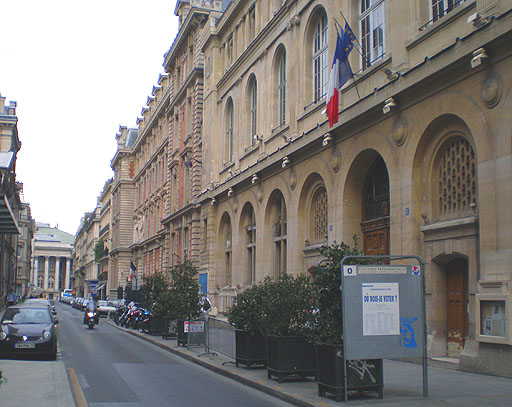
バンク(銀行)通りと2区区役所, ブルス広場方向を見る (Rue de la Banque et la mairie du 2e en direction de la place de la Bourse.)
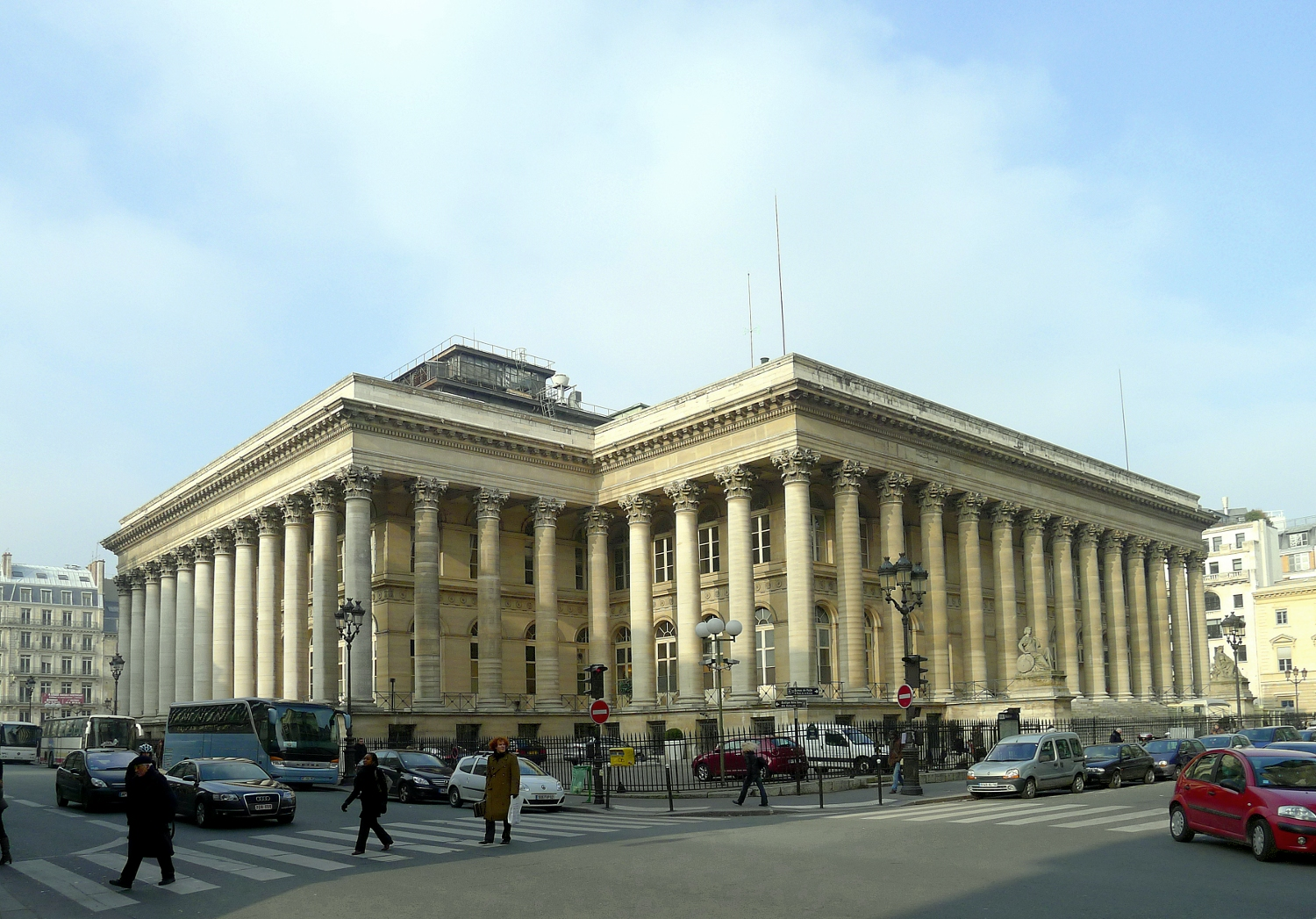
ブルス広場と旧パリ証券取引所があったパレ・ブロンニャール (Place de la Bourse avec le palais Brongniart, au carrefour des rues du 4 septembre et Notre-Dame-des-Victoires.)
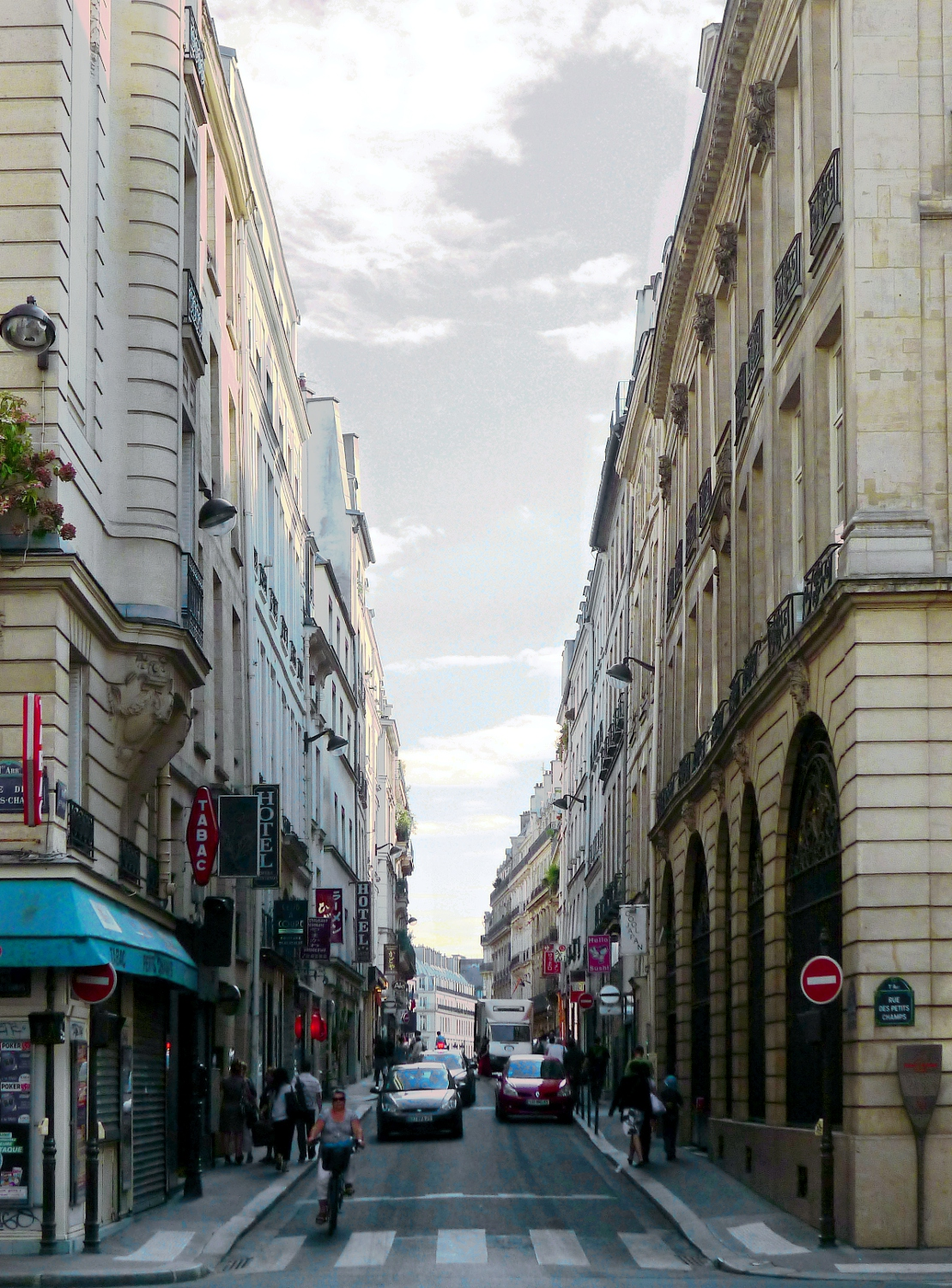
サン＝タンヌ通り (Rue Sainte-Anne vue de la rue des Petits-Champs.)
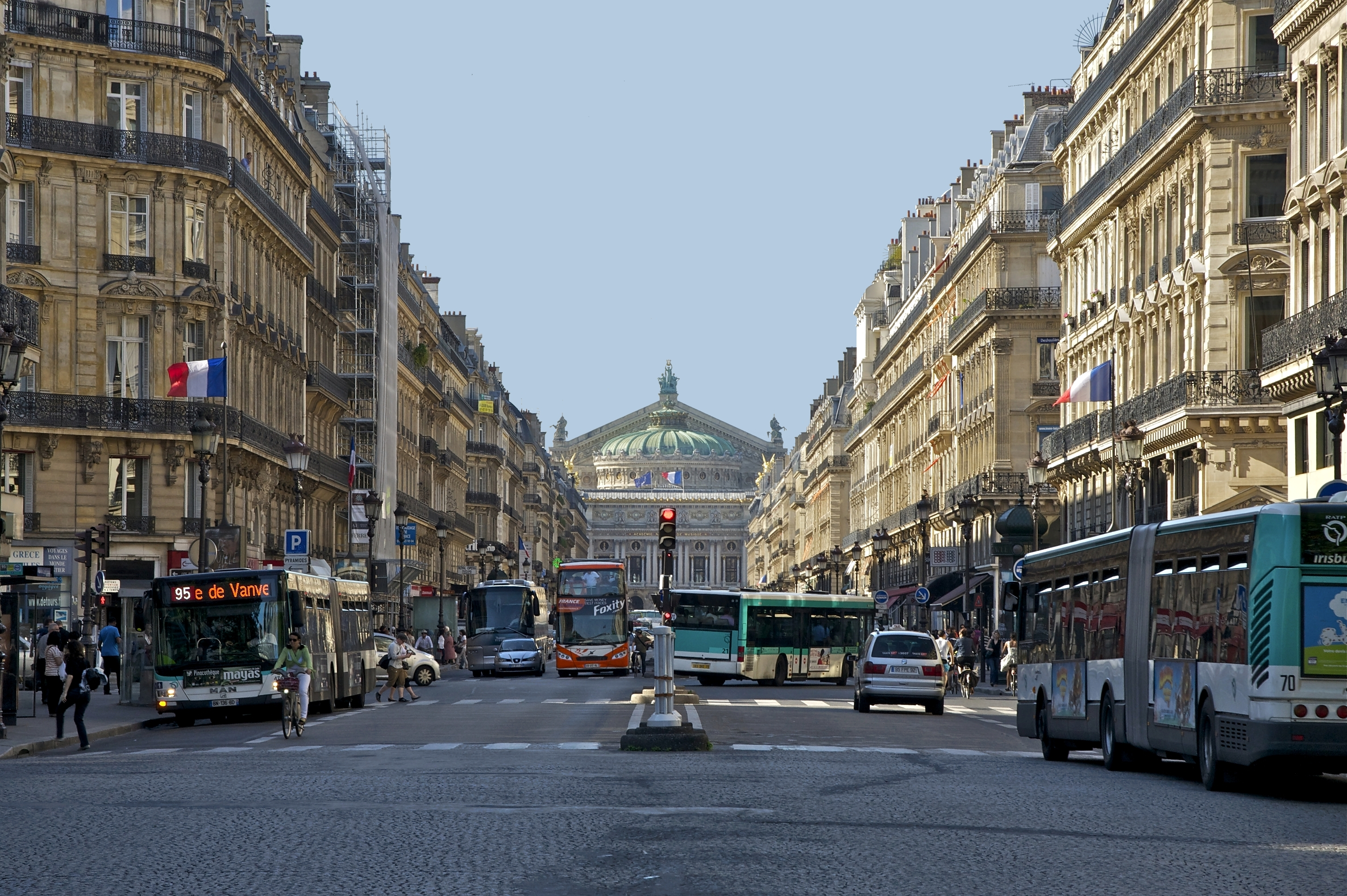
パレ・ロワイヤル西側サントノレ通りと交差するアンドレ＝マルロー広場界隈からみるオペラ大通り (L'avenue de l'Opéra)

### 道路
- イタリアン大通り（Boulevard des Italiens）
  - 下記カピュシーヌ大通り、サン＝ドニ大通りを参照。通り名はオペラ＝コミック座を参照。
- エティエンヌ＝マルセル通り（Rue Étienne-Marcel）
  - 1区との境界線を東西に走る。ヴィクトワール広場を介して下記プティ＝シャン通りに接続する。同通りを南北に交差し、1区2区東側を走るモントルグイユ通り (Rue Montorgueil) 界隈は、ブティック、エスカルゴ料理店レスカルゴ・モントルグイユ (L'Escargot Montorgueil) からイタリア料理、レバノン料理までのブラッスリー、野菜果物から肉魚までの食材店･･などが集う"パリの胃袋"庶民的なレ・アール地区のマルシェ。同モントルグイユ沿いには、ルイ15世王妃マリー・レクザンスカのパティシエであったパティスリー ニコラ・ストレー (Nicolas Stohrer)、レストラン ル・ロシェ・ド・カンカール (Le Rocher de Cancale)、9区南東フォリー・ベルジェール周辺に本店がある1761年創業、老舗チョコ&菓子屋ア・ラ・メール・ド・ファミーユ (À la Mère de Famille)･･がある。両通り界隈モンマルトル通り沿いには、アール・デコ調店内1880年作フレスコ画装飾が歴史的記念物指定されている1826年創業ビストロ ル・コション・ア・ロレイユ (豚の耳, Le Cochon à l’Oreille)[11]がある。通り名称はエティエンヌ・マルセルから。
- オペラ大通り（Avenue de l'Opéra）
  - 1区のパレ・ロワイヤルやコメディ・フランセーズの西側、サントノレ通りと交差するアンドレ＝マルロー広場界隈から、9区境界のガルニエ宮（オペラ座）のあるオペラ広場まで数百メートル〜1キロも無い距離を走る。途中のアンタン通り(ダンタン通り)からマルシェ＝サントノレ広場経由の道や、ピラミッド通りから行く道･･等が、サントノレ通りの8区ロワイヤル通り方面側への近道となる。"東京発"のピエール・エルメ、同大通り界隈ピラミッド通り (Rue des Pyramides) のジュンク堂書店その他、日本関係の飲食店などの店舗や企業が多く、界隈は"日本人街"。界隈のガイヨン広場 (Place Gaillon) にはゴンクール賞、ルノードー賞選考会場であるレストラン ドゥルーアン (ドルーアン, Drouant) がある。
- サン＝タンヌ通り（Rue Sainte-Anne）
  - オペラ大通りに繋がる通りで、同様に1区から続く。日本関係の店舗、ラーメン屋などが多い。近年は韓国系の店が増えている（コリア・タウン#フランスも参照）。34番地の「オテル・デュ・バリー」は、デュ・バリー夫人を囲っていたジャン＝バティスト・デュ・バリー子爵（fr）の館。通り名はルイ13世王妃アンヌ・ドートリッシュが1666年に亡くなった年に名付けられた。
- カトル＝セプタンブル通り（キャトル＝セプタンブル通り, Rue du Quatre-Septembre）
  - 西側9区南西端にあるオペラ広場で下記ラ・ペ通りと接続し、オペラ広場から東側の2区内中央を東西に走り、区内中央パレ・ブロンニャールがあるラ・ブルス広場から下記レオミュール通りと名を変え2区東側の3区内へ伸びてゆく。
- カピュシーヌ大通り（Boulevard des Capucines）
  - マドレーヌ大通りと共に、マドレーヌ寺院があるマドレーヌ広場とガルニエ宮(オペラ座)があるオペラ広場との300mほども無い区間を結ぶ通り。シャネル本店があるカンボン通り (Rue Cambon) や下記カピュシーヌ"通り"との交差点から東側オペラ方向通り側がカピュシーヌ大通り、同交差点から西側マドレーヌ方向がマドレーヌ大通りと通り名が変わる。イタリアン大通りにかけた通り沿いには、ゴーモン・オペラ映画やエドゥアールⅦ劇場、オランピア劇場、シャンゼリゼ沿いフランクラン＝ローズヴェルト大通りやローム通り、シャトレ駅界隈やモンパルナス駅前等パリ各所にあるステーキレストランないしブラッスリーのイポポタミュ (Hippopotamus)、コンビニ モノップ (monop')、カルティエ、ラコステ、マージュ (Maje)、子供服のオカイディ(Okaïdi)･･のフランスブランドからトミーヒルフィガーやZaraまである。
- カピュシーヌ通り（Rue des Capucines）
  - 1区北西側と2区南西側との境界線を走り、カンボン通りも接続する通り。同接続する交差点辺りで、マドレーヌ寺院とオペラ広場との200〜300mほどを結ぶマドレーヌ大通りないしカピュシーヌ"大通り"と交差する。1854年ルイ・ヴィトンが4番地に、1932年ニナ・リッチが20番地にそれぞれ最初のブティックを構えた。
- サンティエ通り（Rue du Sentier）
  - メトロ グラン・ブールヴァール駅界隈ポワソニエール大通りからレオミュール通りまで区内東部を南北に伸びる通り。繊維街サンティエ地区 (fr) の名の由来となった通り。かつネガティブなコピーブランドの街というイメージもあったが、現在は起業家が集う"シリコン・サンティエ”とも称される[12]。安手なレストランないしブラッスリーもあるなか、同通り30-32番地の、かつてはテキスタイル工場の18世紀建物には英系ホテルチェーン ザ・オクストン (The Hoxton) 、ブラッスリー リヴィエ (Rivié) が2017年に開業した[12][13]。また、かつて1778年の半年ほど22歳のモーツァルトが同通り8番地に滞在し、同行していた母を亡くした地。建物は当時と変われどプラークが掲げられている。バルザックの人間喜劇『ソーの舞踏会 (fr)』の主人公マクシミリアンは5番地に居住していた設定。
- サン＝ドニ大通り（Boulevard Saint-Denis）
  - レピュブリック広場から西側へ伸びる東西に走る通り。サン＝マルタン凱旋門を過ぎた辺りでサン＝マルタン大通りからサン＝ドニ大通りと名を変え2区北側と10区との境界線を走る。さらにサン＝ドニ凱旋門を過ぎると下記ボンヌ＝ヌーヴェル、ポワソニエール、モンマルトル大通りと名を変えオスマン大通りとイタリアン大通りとに分岐し、それぞれ9区南西部にあるガルニエ宮(オペラ座)南北周辺界隈まで続いてゆく。
- サン＝ドニ通り（Rue Saint-Denis）
  - 1区、2区各東側を南北に走り、サン＝ドニ凱旋門を介して10区からフォーブール＝サン＝ドニ通りに接続。10区内で左斜め上を走るマジャンタ大通りと交差し、パリ北駅東側を抜け、諸通りを介して北部郊外サン＝ドニ大聖堂方面まで続く、庶民的ないし猥雑な通り。
- セバストポル大通り（Boulevard Sébastopol）
  - 3区との境界線上を南北に伸びる。セーヌ川左岸(南岸)サン＝ミッシェル大通りへは、シテ島のパレ大通りを経てセーヌ川を越えて接続する。1区・4区南側セーヌ川河岸シャトレ広場やサン＝ジャック塔周辺のシャトレ駅があるリヴォリ通り界隈の繁華街から北側に伸び、西に上記サン＝ドニ通り、東にサン＝マルタン通りとに挟まれた形でそれぞれ南北に並走する。10区内からストラスブール大通りと名を変え、西にフォーブール＝サン＝ドニ通り、東にフォーブール＝サン＝マルタン通りと共に同区内を南北に並走し、パリ東駅南側正面界隈まで伸びてゆく。
- ヴィヴィエンヌ通り（Rue Vivienne）
  - パレ・ロワイヤル北側を東西に走る下記プティ＝シャン通りから北側へ、フランス国立図書館東側沿いと、ギャルリー・コルベールやギャルリー・ヴィヴィエンヌが走る西側とに挟まれた南北に走り、旧パリ証券取引所のパレ・ブロンニャールがあるブルス広場まで続く通り。通り沿いには、ル・グラン・コルベール (fr) といったブラッスリーやレストラン、セリーヌ本社、ケンゾー本社、レゴフランス本社、AFP本社･･などがある。
- プティ＝シャン通り（Rue des Petits-Champs）
  - 上記エティエンヌ＝マルセル通りからヴィクトワール広場を介して西側へ、パレ・ロワイヤルとフランス国立図書館との間を走りオペラ大通りに差し掛かるまで続く、主に2区南側1区との境界線上を東西に走る通り。プティ＝シャン沿いの国立図書館向かい、パレ・ロワイヤル北側の道 ボジョレー通り (Rue de Beaujolais) には1784年創業のレストラン・ガストロノミーク ル・グラン・ヴェフール (Le Grand Véfour) がある。
- ポワソニエール大通り（Boulevard Poissonnière）
  - 上記サン＝ドニ大通り参照。
- ボンヌ＝ヌーヴェル大通り（Boulevard de Bonne-Nouvelle ）
  - 上記サン＝ドニ大通り参照。時にオスマン大通りも含め、マドレーヌ、カピュシーヌ、イタリアン、モンマルトル、ポワソニエール、サン＝ドニなどを介してレピュブリック広場に接続するサン＝マルタン大通り、さらにレピュブリック広場から南へ走るタンプル、フィーユ＝デュ＝カルヴェール、ボーマルシェ大通りなどを加えた、主に2区北側と9区南側との境界線上を走る"グラン・ブールヴァール (Les Grands Boulevards)" の一つ。
- モンマルトル大通り（Boulevard Montmartre）
  - 上記、サン＝ドニ大通り参照。ポワソニエール大通りから続き、イタリアン大通りとオスマン大通りとに分岐し、ガルニエ宮(オペラ座)南北周辺界隈までそれぞれ伸びる、2区・9区境界西側界隈を東西に走る通り。
- モンマルトル通り（Rue Montmartre）
  - 下記ルーヴル通り参照。同通り15番地には、上記ビストロ ル・コション・ア・ロレイユ (Le Cochon à l’Oreille) があり(厳密には1区になる)、同144番地建物には、1883-1914年の間、オーロール新聞 (ローロール, L'Aurore) が入居していた。1898年1月13日同紙上にエミール・ゾラが『私は弾劾する』を公開した。
- ラ・ペ通り（平和通り, Rue de la Paix）
  - 1区ヴァンドーム広場からガルニエ宮前オペラ広場までの南北に走る、高級ブランド店等が並ぶ200〜300mも無い通り。オペラ広場で上記キャトル＝セプタンブル通りと接続する
- ルーヴル通り（Rue du Louvre）
  - ルーヴル東側、レ・アール西側を南北に伸びる。2区中央を東西に走る下記レオミュール通り辺りで上記モンマルトル通りと名を変える･･さらに2区9区境界を東西に走る"グラン・ブールヴァール"のモンマルトル大通り乃至ポワソニエール大通りを越えるとフォーブール＝モンマルトル通りと名を変え、9区中心部ノートルダム＝ド＝ロレット教会広場(北側広場)に至り、マルティル(殉教者)通り･･等と接続する。
- レオミュール通り（Rue Réaumur）
  - 2区・3区内中央を東西に走る通り。2区内中央部にあるラ・ブルス広場から西側で上記キャトル＝セプタンブル通りと名を変えてオペラ広場まで伸び、上記ラ・ペ通りと接続する。通り東側3区内でブルターニュ通りと名を変え、マレ地区の北端を走る。

### 広場・交差点
パリの「広場（プラス、Place）」は、しばしば2以上の道路が交差する場所に位置し、中心の「島」を道路が周回するロータリー状の交差点となっている場合が多い。中心の「島」部分は、オベリスクや緑地等に利用されている場合もあり、エトワール凱旋門があるシャルル・ド・ゴール広場は世界的に有名である。2区の広場や交差点には、次のようなものがある。
- オペラ広場（Place de l'Opéra）
  - 2区北西側と9区南西側との境界に位置している。
- ヴィクトワール広場（Place des Victoires）
  - 1区と2区の境界に位置している。2区中央部の下記ブルス広場から、2区内を南北に走るノートルダム＝デ＝ヴィクトワール通り (fr)を、1区2区境界にあるヴィクトワール広場に至り、さらに同広場から1区内を南北に走るクロワ＝デ＝プティ＝シャン通り (fr) を、同区内を東西に走るサントノレ通りまで至る･･これら2区から1区内の1キロ程度の範囲にかけて、ブルス広場のエクレア等のパティスリー レクレール・ド・ジェニ (L’Eclair de Génie la Fabrique)、パリ・クチュール組合学校、4区バスティーユ通り (fr) にあるボファンジェ[14]に次ぎパリで2番目に古い1876年創業ブラッスリー・ギャロパン (Brasserie Gallopin)、日本茶葉も扱うダマン・フレール (Dammann Frères)、ヴィクトワール広場のインテリア メゾン・サラ・ラヴォワンヌ (Maison Sarah Lavoine)、壁紙やファブリックなどインテリアの老舗ピエール・フレイ (Pierre Frey)、ディーゼル、カルバン・クラインジーンズ、ケンゾー、日本人シェフ小林圭のミシュラン仏料理店ケイ (Restaurant Kei)、フランス銀行本店･･などが所在している。
- ブルス広場（Place de la Bourse）
  - 2区の中央部に位置している。旧パリ証券取引所 (La Bourse) の建物だったパレ・ブロンニャールが建っている。

## 著名な出身者

### 貴族・富豪
- シラノ・ド・ベルジュラック（17世紀前半の剣術家、哲学者） - デュー＝ポルト通り (Rue Deux-Portes、現在のデュスーブ通り Rue Dussoubs) 界隈で生まれる。
- ポンパドゥール夫人 - その他教育を受けた地はポワシーなど。

### 学者
- ジュール・ミシュレ（歴史家、歴史学者、ルネサンス造語） - トラシ通り (Rue de Tracy) 生まれ

### 文化
- ウジェーヌ・エマニュエル・ヴィオレ・ル・デュク（建築家） - シャバネ通り (Rue Chabanais) 1番地生まれ
- アレクサンドル・デュマ・フィス（小デュマ、劇作家・作家） - ボイエルデュー広場 (Place Boieldieu) 1番地生まれ
- エミール・ゾラ（作家、自然主義文学提唱者） - サン＝ジョゼフ通り（Rue Saint-Joseph) 10番地で生まれた。
- フランシス・ピカビア（画家・美術家） - パリ2区生まれ。モンパルナス界隈等に居住
- ポール・シニャック（画家、新印象派） - パリ2区生まれ。モンマルトル界隈コンスタンス通り (Rue Constance) のアトリエに当初出入りしていた。

## 著名な居住者

### 貴族・政治家・軍人
- ユーグ・ド・リオンヌ（ルイ14世治下の外務卿） - プティ＝シャン通り (Rue des Petits-Champs) 44番地に居住。
- ジャン＝バティスト・コルベール（ルイ14世治下の初代財務総監）
  - 1688年から国立図書館東側、セリーヌが入るコルベール・ド・トルシー館 (Hôtel Colbert de Torcy) に居住。
- ジュール・マザラン（枢機卿、ルイ14世期の宰相） 
  - 1649年、プティ＝シャン通り46-50番地沿いにある国立図書館チュブフ館 (Hôtel Tubeuf) に居住し、死後の1661年、姪っ子の"マザリネット"オルタンス・マンチーニと甥っ子のフィリップ・マンチーニ兄妹が居住。
- ジョン・ロー（財務総監、経済思想家、実業家）
  - 1719年、チュブフ館を購入しフランス東インド会社（インド会社）が入居。バブル崩壊→フランス革命の遠因に。
- シャルル＝ギヨーム・ル・ノルマン・デティオール（徴税請負人、新興貴族）
  - 妻の"ポンパドゥール夫人"をルイ15世に"寝取られた夫"。サンティエ通り（フランス語版）居住。
- ナポレオン・ボナパルト（軍人、のちのフランス第一帝政皇帝）
  - フランス革命期の1793年以降、Rue des Capucines22-24番地で軍指揮官として居住していた。
- ルイ＝アレクサンドル・ベルティエ（フランス第一帝政元帥） - ナポレオンの第一帝政期にRue des Capucines22-24番地に居住。
- アドルフ・ティエール（政治家・大統領、弁護士、歴史家） - まだ歴史書を著していた1822年当時、ショワズール通り (Rue de Choiseul) 4番地に居住

### 財界
- ジャック・ネッケル（フランス革命期前後の銀行家、ルイ16世治世下の財務長官） - 1766-89年の間、クレリ通り (Rue de Cléry) 29番地に居住した

### 文化
- タンサン夫人（マダム・タンサン, Claudine Guérin de Tencin、サロニエール、作家） - 最晩年1748年頃ヴィヴィエンヌ通り (Rue Vivienne) 75番地に居住。百科全書派のジャン・ル・ロン・ダランベールは実子だが、産まれてまもなくしてシテ島に遺棄した。
- エリザベート＝ルイーズ・ヴィジェ＝ルブラン（画家） - 1778-89年の間、クレリ通り19番地に居住し、プラークが掲げられている。19世紀に入り、晩年はサン＝ラザール通り（Rue Saint-Lazare）9区側界隈に居住。
- アンドレ・シェニエ（ロマン主義の先駆的詩人） - 1793年、クレリ通り97番地に居住。プラークが掲げられている。
- ショパン（音楽家）
  - パリで最初に居住したのは1831年、パリ証券取引所の北東9区との境界を走る2区側ポワソニエール大通り (Boulevard Poissonnière) 27番地。1年間この場所に住んでいた[15]。翌1832年に9区シテ・ベルジェール (Cité Bergère)、1836年に同ショセ＝ダンタン通り38番地へ転居。その後ジョルジュ・サンドとの同棲期間の10年間、8区トロンシェ通りでの独居を挟んでマヨルカ島から始まりアンドル県や9区内で生活した。別離のすぐ後、ヴァンドーム広場界隈で死去。
- ヴォルフガング・アマデウス・モーツァルト（音楽家） - サンティエ通り8番地に半年ほど滞在。
- ルイ＝フェルディナン・セリーヌ（作家、医者） - 1899-1907年の間、パリ2区パサージュ・ショワズール (Passage Choiseul) の64-67番地にかけて居住。同地に母親がブティックを開業していたため。その後、1929年に18区ルピック通り98番地、1941-1944年に同区ジラルドン通り等に居住。
- ウジェーヌ・ドラクロワ（画家、ロマン主義の代表格） - 7月革命直前の1828年、ショワズール通り (Rue de Choiseul) 15番地に居住[16] 。以後、6区等に居住。
- ジャンヌ・パキャン（クーチュリエ） - ヴァンドーム広場界隈ラ・ペ通り (Rue de la Paix) 3番地に居住し、お店を開いていた。
- ロートレアモン伯爵（詩人、作家） - ヴィヴィエンヌ通り15番地に居住。
- アルフォンス・ルメール（フランス語版）（本屋、編集者） - 19世紀後半、パサージュ・ショワズールで本屋を営み、高踏派詩集を編集出版した先駆け。
- ナダール（肖像写真家、カリカチュリスト） - 1860年、現在の9区サン＝ラザール通り界隈からオペラ広場西側至近カピュシーヌ大通り (Boulevard des Capucines) 35番地にアトリエ兼居住地の"アトリエ・ナダール"を設けた。

### その他
- ルイ・アントワーヌ・ド・ブーガンヴィル（探検家、「ブーゲンビル島」参照） - バンク通り (Rue de la Banque) 5番地で死去した旨のプラークが掲げられている。
- フランソワ・ヴィドック（犯罪者、密偵） - ギャルリー・ヴィヴィエンヌ13番街に居住

## ゆかりの人物

### 文化
- スタンダール（小説家、官僚） - 1842年、Rue des Capucines24番地で脳出血に襲われ死去。
- エルザ・スキャパレッリ（ファッションデザイナー）
  - ココ・シャネルの対をいく、プラダと方向性が似るデザイナー。シュルレアリスム、アヴァンギャルドで「ショッキング・ピンク (Rose shocking)」 生みの親。1925年以降、2区ラ・ペ通り4番地に1号店を開店してから伸し、数年後、ルイーズ・シェルイ (Louise Chéruit) のメゾンだったヴァンドーム広場21番地に居住、かつ500人の従業員を擁すメゾンを移動。1954年、財政難で閉鎖。
- 高田賢三（ファッションデザイナー） - ギャルリ・ヴィヴィエンヌでブティックを独立開店した。